# Fővárosi Állat- és Növénykert
A Fővárosi Állat- és Növénykert (a köznyelvben: Állatkert, rövidítve: FÁNK) Magyarország legrégebbi és a legnagyobb gyűjteménnyel rendelkező állatkertje. Budapest XIV. kerületében, a Városligetben található az Állatkerti körút 6–12. szám alatt, területe, ami 1986 óta természetvédelmi terület, 18,4 hektár.
1866-os megnyitásától egészen az 1950-es évekig, az első vidéki állatkertek megalapításáig az ország egyetlen ilyen intézménye volt. Ma Magyarország egyik leglátogatottabb kulturális közintézménye: évente 1–1,1 millió látogatója van. A korszerű állatkertek többségéhez hasonlóan fő tevékenységi köre a természetvédelem, az oktatás, természetközeli szabadidős programok biztosítása, valamint a tudományos kutatás. Történetéből és ezzel összefüggő sajátosságaiból adódóan további célkitűzései közé tartozik a kulturális örökség védelme és gazdagítása is.
Története során több nevet is viselt: Pesti Állatkert (1866–1873); Budapesti Állatkert (1873–1907); Székesfővárosi Állatkert (1907–1912); Székesfővárosi Állat- és Növénykert / Budapest Székesfőváros Állat- és Növénykertje (1912–1948); Budapest Főváros Állat- és Növénykertje (1948–2001).

## Fekvése

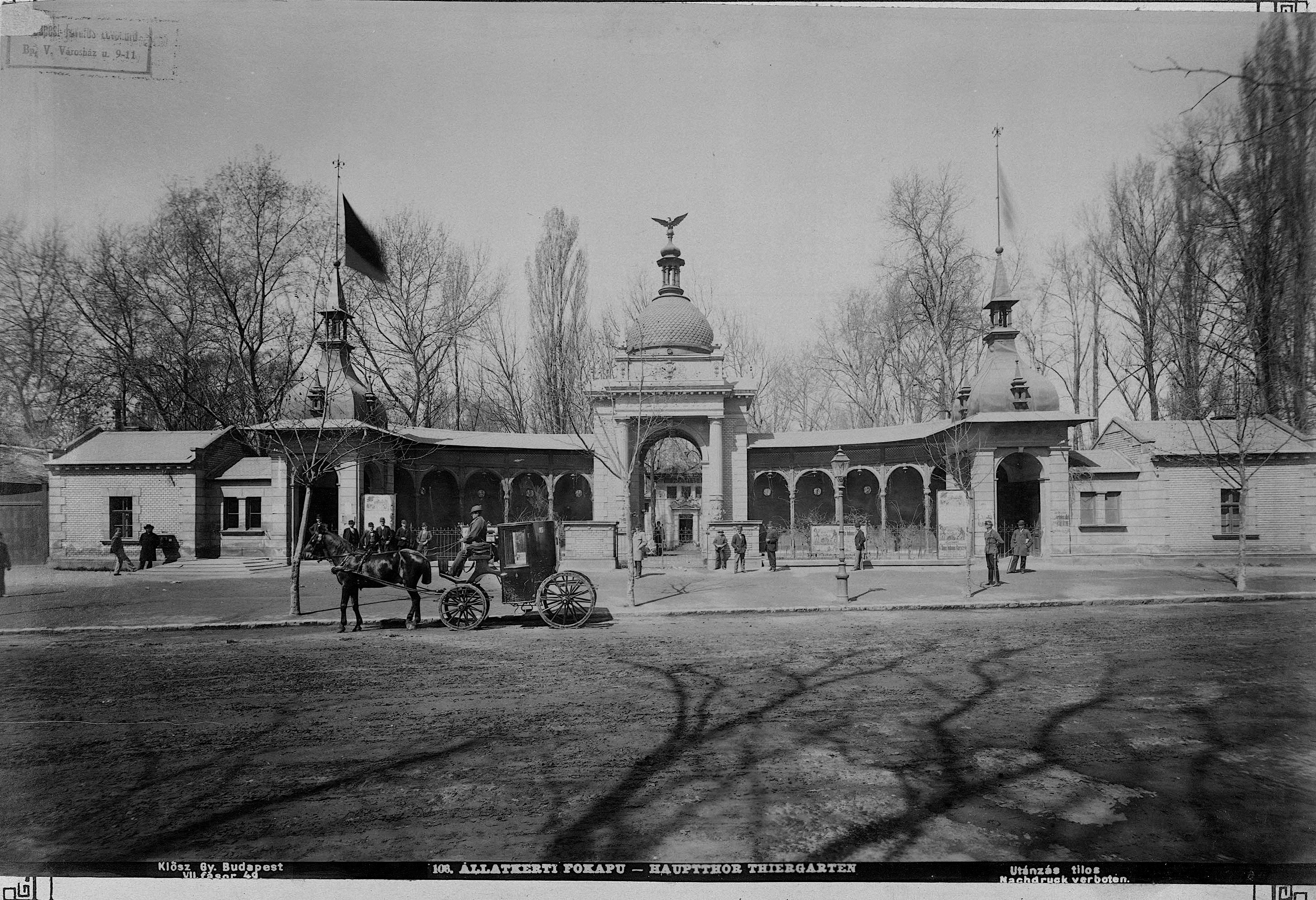
Az Állatkert bejárata 1900 körül

A Városliget északi végében van. Északnyugatról a Nyugati pályaudvart a Rákosrendezővel, illetve a városligeti vasúti leágazással összekötő vasúti pálya, északkeletről a Hungária körút, délkeletről az Állatkerti körút, délnyugatról pedig a Dózsa György út határolja. Közvetlen közelében van a Fővárosi Nagycirkusz, a Gundel étterem, a Bagolyvár étterem, a Szépművészeti Múzeum, valamint a Széchenyi Gyógyfürdő.
A jelenlegi területet határoló utak közül az alapításkor csak az 1842-ben épített vasút volt meg, az összes többit már az állatkert alapítása után, nagyrészt a kert területének rovására alakították ki. Az állatkertből hasítottak ki területet a megszűnt Vidám Park egy részéhez. és egykor a Fővárosi Nagycirkusz, valamint a két szomszédos étterem területe is hozzá tartozott. A Széchenyi gyógyfürdő helyét eredetileg a kert későbbi bővítéséhez foglalták le. A területcsonkítások következtében az eredeti, mintegy 18 hektáros területből 1912-re már csak 11 hektár maradt. Az 1950-es években további területvesztést okozott a Dózsa György út szélesítése, mivel a Dózsa György úti kerítést végig három méterrel beljebb hozták. A 2010-es években viszont visszakapta területeit, így ismét 18 hektáron működhet.
Területén eredetileg ártéri ligeterdő, bokorfüzes, illetve láprét lehetett; a táj arculatát a Duna és mellékvizei formálták. Erre utal az is, hogy a ligeterdei növénytárulásokra jellemző lágyszárú fajok, például a hóvirág, a gyöngyvirág és a ligeti csillagvirág ma is kiválóan érzik magukat a kertben.
Az elsősorban legelőnek használt terület az Árpád-korban előbb a Becsi család birtokának része volt, majd a tatárjárás után a Margit-szigeti domonkos apácák tulajdonába került. Végül – hosszas pereskedés után – Pest város lett a terület birtokosa. Ekkorra a vidék elmocsarasodott, egy részét futóhomok fedte.
A ma jellemző ligetes jelleg kialakítása 1755-ben kezdődött el fűzfák szervezett ültetésével. 1785-ben akácfák telepítésével igyekeztek megkötni a futóhomokot, majd az 1790-es évek derekán eperfákat is ültettek, a Valero Selyemgyár ellátásához. A fásítást 1799-től Witsch Rudolf, majd 1818-tól Nebbien Henrik irányította.
Az 1840-es években faiskola működött a területen, és egészen az Állatkert létesítéséig fennmaradt.

## Története
A Fővárosi Állat- és Növénykert egyike a világ legrégibb állatkertjeinek: 1866. augusztus 9-én nyitotta meg kapuit. A ma is létező, több mint ezer újkori állatkert közül csupán 25-öt alapítottak a budapesti előtt.

### Előzmények
Bár az intézmény megnyitása előtt Magyarországon nem működött mai értelemben vett állatkert, a vadállattartás előzményei már évszázadokkal korábban megjelentek. A főként vadászati céllal létesített vadaskertek a középkortól kezdve elterjedtek voltak. A leghíresebbekkel természetesen az uralkodók rendelkeztek. IV. Béla királynak Zólyom mellett volt vadaskertje, amely még unokája, IV. László idejében is létezett. I. Lajos számára a diósgyőri vár közelében, a Csanyik-völgyben létesítettek vadaskertet. Híresek voltak még Zsigmond és Mátyás király vadaskertjei. Mátyás Budanyéken (a II. kerületben található Vadaskerti út környékén), Rákoson (a mai Városliget táján), Visegrád és Tata környékén tartott fenn vadaskertet, ezek közül különösen a budanyéki volt nevezetes. Mátyás után II. Ulászló, majd II. Lajos fejlesztette és használta, a török idők kezdetekor pedig I. Szulejmán is vadászott benne. Az uralkodók mellett az egyházi és világi hatalmasságok is létesítettek ilyen kerteket: a történeti adatok alapján legalább kétszáz ilyen kertről van tudomásunk, bár ezek természetesen nem mind azonos időben működtek.
A vadaskertekben természetesen főként hazai vadfajok voltak. A középkori Magyarországon azonban egzotikus állatok tartására is volt példa. III. Béla például tevéket ajándékozott Barbarossa Frigyes császárnak, amikor a keresztes hadak élén Magyarországon áthaladt. I. Lajosnak oroszlánja volt, amelyet Nápolyból kapott ajándékba. A legtöbb egzotikus állata valószínűleg Mátyásnak volt: a Velencei Köztársaságtól két oroszlánt kapott ajándékba, emellett egzotikus madarakat, például papagájokat is tartott. Ezek az állatok az egykori Márványvillát (Aula Marmorea) övező budai királyi kertben éltek, amely a mai Dózsa György-emlékmű területén lehetett (a Márványvilla egyetlen megmaradt oszlopa ma is ott áll).
Az Állatkert létesítését közvetlenül megelőző időkben a vándorcirkuszok állatseregletei nyújtottak lehetőséget arra, hogy az emberek megcsodálhassanak egyes egzotikus állatokat.

### Alapítása

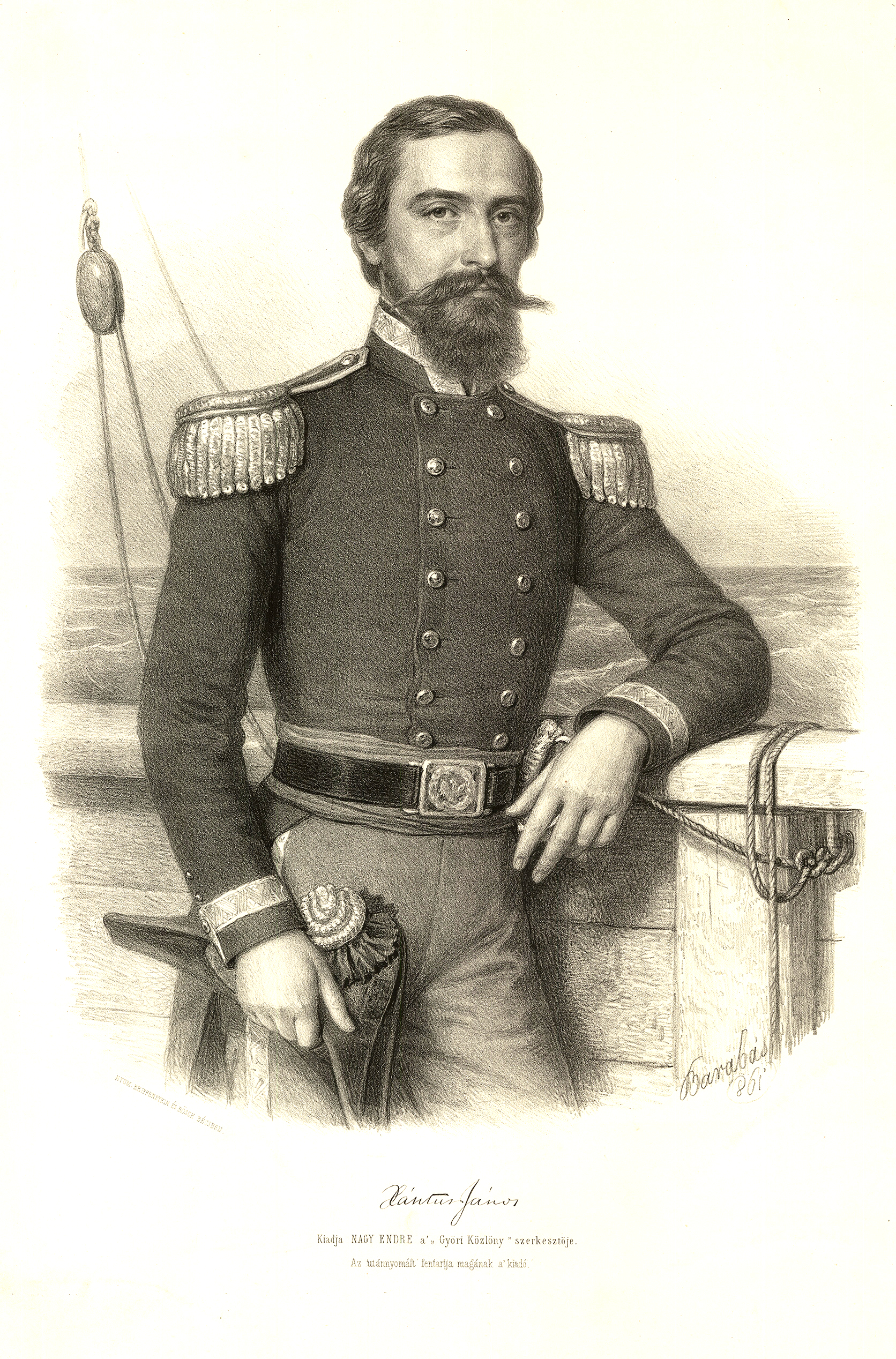
Xántus János

Egy magyarországi állatkert alapításának gondolata már a reformkorban, az 1830-as, 1840-es években felvetődött. Az 1848–49-es forradalom és szabadságharc, majd az utána következő évek viszonyai azonban nem kedveztek a létesítésnek. Hosszabb szünet után, 1859-ben került szóba ismét a létesítendő állatkert ügye. Az alapítási eszme úttörői közül Xántus János zoológus, etnográfus és utazó, Szabó József geológus professzor, Kubinyi Ágoston, a Magyar Nemzeti Múzeum akkori igazgatója és Gerenday József, a Füvészkert igazgatója volt a leginkább tevékeny.
Bár a terv lelkes fogadtatásra talált, sőt, 1863-ban a Magyar Tudományos Akadémia is pártolólag foglalkozott az üggyel, a kivitelezésnek kezdetben számos, nagyrészt bürokratikus akadálya volt. Végül 1864-ben, a Magyar Királyi Helytartótanács jóváhagyásával megalakulhatott az „Állatkerti Részvénytársulat”. A szükséges tőkét részvényjegyek kibocsátásával igyekeztek biztosítani. Időközben Pest Szabad Királyi Városánál sikerült elérni, hogy 1865. szeptember 5-én, az akkor még Városerdőnek nevezett Városligetből 31 katasztrális hold és 600 négyszögöl (mintegy 18 hektár) területet a város harmincévi használatra díjmentesen (pontosabban évi egy arany jelképes bérleti díj fejében) átengedjen állatkert létesítése céljából.
A park beosztásának tervét Pecz Ármin városi főkertész készítette, az épületek megtervezésére pedig Szkalnitzky Antal és ifj. Koch Henrik kapott megbízást. Reitter Ferenc és Vogel József városi mérnökök vezetésével alakították ki a ma is meglévő, akkor 900 m²-es víztükrű Nagy-tavat, illetve az azt tápláló fúrt kutat is.
Az építési munkálatok befejezésére az 1866-os évben került sor, és az állatállomány nagyobbik részét is ekkor szerezték be. Az igazgató egy rövid ideig Leopold Fitzinger müncheni zoológus volt, majd a megnyitás előtt lemondott, és Xántus Jánost nevezték ki a helyére. Az Állatkert végül 1866. augusztus 9-én, csütörtökön nyitotta meg kapuit. Ekkorra a kertben 11 nagyobb és több kisebb épület készült el, és mintegy 500 állatot láthatott a közönség.

### Erzsébet királyné zsiráfja
Erzsébet királyné zsiráfja 1858. július 20-án született a Schönbrunnban. Ez az első zsiráf volt, amely Európában született, valamint egyben az első zsiráfja a magyarországi Fővárosi Állat- és Növénykertnek is; 1868. május 15-én érkezett az Állatkertbe. A nőstény példány Ferenc József magyar király ajándéka volt, méghozzá Erzsébet királyné közbenjárására. Erzsébet királyné, aki már a megnyitás után nem sokkal meglátogatta az Állatkertet, a következő évben, nem sokkal a koronázás előtt ugyancsak eljött egy látogatás erejéig. E séta során a királynét Xántus János, az igazgató vezette körbe, s ennek során került szóba a zsiráf kérdése. Ez az akkoriban még inkább zsiraffnak, vagy "foltos nyakorjánnak" nevezetett állat ugyanis hiányzott a Pesti Állatkertből, Schönbrunnban, a császári állatseregletben azonban több is akadt belőlük. Xántus fel is vetette, hogy vajon nem volna-e lehetséges a három bécsi állat egyikét ajándékképen megkapni. Az uralkodó ajándékozási szándékáról az Állatkert már 1867. június 24-én értesítést kapott a Magyar Királyi Belügyminisztérium útján, de az állatot akkor még nem lehetett elhozni, mert előbb az állat elhelyezési helyéről, a „nyakorjánházról” kellett gondoskodni. Az épület Lohr Antal tervei szerint, 4206 forintos költséggel 1868 tavaszára készült el, és azután lehetett megszervezni a zsiráf Pestre hozatalát.
A nőstény zsiráfot vemhesen hozták Pestre, majd 1868. augusztus 18-án megellett; alig 3 hónappal a születése után a nőstény borjú agybántalomban megbetegedett, amiért le kellett azt szúrni. A kis zsiráfborjút kitömték és a Nemzeti Múzeumba vitték. Erzsébet királyné zsiráfja 1878-ban pusztult el Budapesten; dr. Margó Tivadar vette meg csontvázát.

### Kezdetek
Az első évtizedekben a bemutatott állatok zömmel a Kárpát-medence élővilágából kerültek ki, bár igazi egzotikus különlegességek is akadtak, például Erzsébet királyné ajándéka, egy zsiráf. Férje, Ferenc József Schönbrunnból 34 állatot ajándékozott a pesti kertnek. Az egyik legnépszerűbb állat – többek között Deák Ferenc kedvence – egy Kristóf nevű barnamedve volt, de számos majom és a kiemelkedő papagájgyűjtemény is gazdagította a kertet.
A kezdeti nagy érdeklődés hamarosan lelohadt, mivel a látogatók elsősorban a szenzációt, a látványosságot keresték a kertben. A kert vezetése ezt mutatványosok, komédiások alkalmazásával, sorsjegykibocsátással akarta orvosolni, egyúttal takarékossági intézkedéseket is bevezettek. Az új állatszállítmányok nagyon drágák voltak, ráadásul a történelem is közbeszólt: azok az állatok, amelyeket Xántus János küldött Amerikából, a porosz–osztrák háború miatt végleg Hamburgban maradtak.
Sokat rontott a helyzeten bizonyos Czimek József pénztárnok, akit minél olcsóbb takarmány vásárlásával bíztak meg. Czimek penészes, romlott árut vett, mire Xántus a kialakult helyzet miatt lemondott. Utódja Kriesch János zoológus lett, aki Czimekkel folytatott harcába ellenfelével együtt belebukott. Az igazgató lemondott, a pénztárnokot menesztették. Utódja rövid időre Hegyessy Kálmán lett, majd miután a nagyobb támogatottság reményében az Állatkerti Részvénytársulat átalakult Állat- és Növényhonosító Társasággá, Berecz Antal lett az igazgató. Pénz azonban ekkor sem érkezett elég, az állatállományt járványok, télen pedig a madárházakat fosztogató ligeti rókák pusztították. 1873-ban végül Serák Károly borsodi kisbirtokos ülhetett az igazgatói székbe.

### A „Serák-korszak”
Serák Károly több mint harminc éven át vezette az intézményt (1873–1906), amit egy utódja sem tudott felülmúlni. A birtokvezetésben nagy gyakorlatra szert tevő Serák rendbe akarta tenni a pénzügyi helyzetet, ezért rengeteg komédiást, mutatványost alkalmazott, sőt, kezdetben az év végi zárójelentések kozmetikázásától sem riadt vissza. Mivel – minden visszásság ellenére – eredményeket tudott felmutatni, 1875-ben már a főváros is hajlandó volt segélyezni a kertet. 1876-ban készült el Hauszmann Alajos tervei alapján az oroszlánok háza, és gróf Semsey Andor egy madárházat építtetett.
1884-től kezdve a hajdani állatkereskedő, Carl Hagenbeck „néprajzi mutatványai” is szórakoztatták a közönséget. E mutatványok során távoli népcsoportok mutatkoztak be, ami hasonló szenzáció volt abban az időben, mint az egzotikus állatok. Első alkalommal szingalézek jöttek 20 idomított elefánttal, de a nagyközönség megismerkedhetett a lappokkal és a sziúkkal is. Mivel a bevételek növekedtek, a vezetőség már arra is gondolhatott, hogy a honfoglalás ezredik évfordulójára méltóképpen felkészülhessen. 1890-től kezdve rengeteg új, különleges állatot vásároltak: például Jónást, az első nílusi vízilovat, és egy már akkor is ritkaságszámba menő szumátrai orrszarvút. Új jövevények voltak a kertben a közönséges csimpánzok és az orangutánok, az oroszlánfókák, a sörényes hangyászok és a fehérfarkú gnúk is. Mindkét elefántfajt bemutatták, sőt a körülbelül 2000 állat között majdnem minden medveféle is képviseltette magát.
A millennium környéki állattartás jellemzően a „menazséria-tartásmód” volt, amikor az állatokat szűk ketrecekben tartották és a múzeumokhoz hasonlóan mutatták be a nagyközönségnek. Ekkortájt még nem fordítottak kellő gondot a szakszerű táplálásukra, azonban már sort kerítettek a rendszeres állatorvosi ellenőrzésre.
1896-ban a látogatószám és a bevételek minden eddiginél magasabbra rúgtak. Ekkor egy teljes afrikai törzset is az állatkertbe költöztettek, mely nagy látványosság volt a maga idejében. Azonban ezt követően egy újabb mélyrepülés kezdődött. A jelképes bérleti szerződés a fővárossal lejárt, Budapest pedig nem óhajtott továbbra is ilyen méltányos díjat megállapítani. A magas bérleti díjat a lohadó lelkesedés miatt nem lehetett kitermelni – az utolsó nagyobb állatvásárlás 1898-ban történt.

### Csőd és átépítés
Miután a főváros végül bezáratta a kert egyik legjövedelmezőbb, bár nem éppen profilba vágó egységét, az 1896-ban alapított Látványosságok Házát (más néven Ősbudavárt), ami egy közönséges mulató volt, az állatkert pénzügyi helyzete csak romlott. 1907-ben csődeljárás indult, az Állat- és Növényhonosító Társaságot pedig felszámolták. A még mindig népszerű intézmény üzemeltetését végül ifj. Andrássy Gyula belügyminiszter javaslatára átvette a főváros, amely szabályos árverésen vette meg a vagyont. Ekkor lett a kert neve Budapest Főváros Állat- és Növénykertje.
A fővárosi átvétel után elhatározták a kert átépítését. A városfejlesztő főpolgármester, dr. Bárczy István volt a fő patrónusa ennek a kezdeményezésnek. Az átépítés első lépéseként 1 212 000 aranykoronát biztosítottak az átépítés költségeinek fedezésére, majd kinevezték az állatkert új igazgatóját dr. Ráthonyi Zoltán állatorvos személyében, aki ezen tisztséget az átépítés alatt töltötte be.
Az átépítés irányítására megalakítottak egy tizenkét tagú bizottságot, melynek tagjai mind jó nevű zoológusok, botanikusok, építészek, közéleti személyiségek voltak. A bizottságot négy fő vezette, melynek dr. Bódy Tivadar alpolgármester volt az elnöke. Kovách Aladár a közönség igényeit juttatta érvényre, Lendl Adolf pedig a tudományos program kidolgozásáért volt felelős. A terv elfogadása után az összeget 4 millió aranykoronára emelték. A kert az átépítés miatt 1909–1912 között zárva tartott. A kert területéből átengedtek egy részt a mutatványosoknak, így az most már véglegesen különvált az állatkerttől. A megmaradt területen az állatokat úgy helyezték el, hogy az tükrözze a rendszertani viszonyaikat. Az állatkert mellé növénykertet is terveztek, hasonló koncepció szerint.

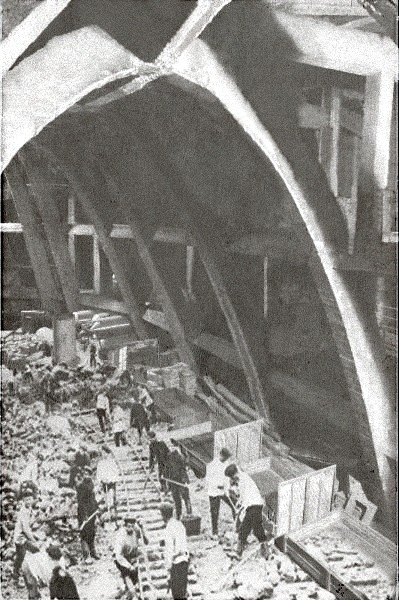
A mesterséges szikla szerkezet-építési munkái, 1907–1910 között

A bizottság tagjai tanulmányozták a korabeli állatkerteket és ennek eredményeképpen döntöttek úgy, hogy ebben az állatkertben is Carl Hagenbeck-féle panoráma-kifutókat (szabadkifutókat) építenek. Ezeket vizes- és szárazárokkal választották el a látogatóktól. A látott újításokat felhasználva építettek két műsziklát is. A kis- és nagyszikla is vasbeton rácsszerkezetre épült, Végh Gyula tervei szerint.
Az állatkert régi épületeit elbontották, és újakat emeltek a helyükön. Az új épületek különböző stílusban, de egységet alkotva épültek. A díszes szecessziós főkapu és a keleties stílusú elefántház tervezését Neuschloss Kornélra bízták. Az állatházak többségét (madárház, bölényház, szarvasház) Kós Károly és Zrumeczky Dezső tervezte, akik nem sokkal előtte tértek vissza Erdélyből, és munkájukhoz felhasználták az ott látottakat. A Pálmaházat és az alatta található akváriumot Räde Károly és Ilsemann Keresztély tervezte.
Mivel a régi állatkertből csak néhány állat maradt meg, gondoskodni kellett új, érdekes állatok beszerzéséről. Ez részben vásárlás útján történt, de a kert sok állatot ajándékba kapott. Kittenberger Kálmán, a neves vadászíró például több állatot is gyűjtött az állatkertnek: így került Budapestre az állatkertekben akkor igen ritka földimalac is.
A Kartúmban, Szudán fővárosában vásárolt zsiráfok hajón és vonaton utazva jutottak el a magyar fővárosba. A Nyugati pályaudvartól az állatkertig pedig kötőfékkel, lábon vezették őket. A vásárlással közel 2000 új állat otthona lett a megújult állatkert. Sok állatot ajándékba kaptak, például kapucinusmajmot. Az egzotikus vadállatokon kívül Magyarországon őshonos fajtákat is beszereztek.

### A megújult kert megnyitása
Az újjáépített Állatkert 1912. május 20-án nyitott ki. A sajtóban Európa egyik legmodernebb állatkertjének nevezték, elsősorban az állattartás és bemutatás módja, az édes- és sós-vízi akvárium gyűjteménye miatt.
Az állatállomány igen gazdag volt: a korabeli állatkertek közül elsőként háromféle emberszabású majomfajtát (csimpánz, orangután, gibbon) is láthatott a közönség, de páviánok, tarka makik, mandrillok, vízidisznó, tarajos sül, medvék, macskafélék, rágcsálók és egyéb különleges állatok is részei voltak az állománynak. Hazánkban megtalálható állatfajtákat is bemutattak, mint például a gímszarvas, dámvad, őz vagy a szürkemarha. 1915-ben az állatkerti szaporulat már lehetővé tette, hogy állatóvodát is nyissanak.
A kert egyértelmű sikere ellenére az intézmény vezetősége további lehetőségeket keresett, hogy a látogatószám a későbbiekben se csökkenjen. Igyekeztek kiegészíteni a szórakozási lehetőségeket a kerten belül, ám a korábbi időszakok tapasztalataiból tanulva kerülték a vurstli-jellegű attrakciókat. Olyan programokat kínáltak, amelyek összeegyeztethetők voltak az ismeretterjesztéssel. Különlegességként a látogatók felülhettek a pónilovak, elefántok és tevék hátára, a barlangmoziban ismeretterjesztő filmeket vetítettek, és katonazenekar is szórakoztatta a nézőket. Még egy sziklavendéglőt is nyitottak .
A napi belépőkön kívül bevezették a bérleteket, ami elősegítette, hogy a kertnek kialakuljon egy visszatérő közönsége. A pénzügyi stabilitáson túl az intézmény vezetése a természettudományos ismeretterjesztést tűzte ki feladatául, amelynek keretében a Fővárosi Könyvtárral együttműködve egy kis könyvtári kirendeltséget helyeztek el a kertben a főkapu közelében, hogy a látogatók az ott tartózkodásuk idejére kikölcsönözhessék azokat. Az állatkert külön újságot indított Természet címmel.

### Az első világháború idején
1914-ben kitört az első világháború, amely komoly nehézségekkel szembesítette Lendl Adolfot és munkatársait. A háború alatt az állatkert nem tudott megfelelő mennyiségű és minőségű takarmányt vásárolni az állatoknak, így elsősorban az egzotikus fajok pusztultak, míg a végén az egyszerű szalmát is nehéz volt beszerezni. Az akvárium lakóinak java része is elpusztult, hiszen tengervizet sem lehetett hozatni. A férfi állatápolók többsége a fronton harcolt, így a cég munkaerőhiányban is szenvedett, amelyet úgy próbáltak megoldani, hogy a fronton harcoló alkalmazottak családtagjait foglalkoztatták helyettük.
A háborús időszak alatt is jelentős volt a szaporulat, de a körülmények miatt az újszülöttek nem éltek sokáig. A török követség kérésének politikai okokból eleget téve átépítették az Elefántházat, mivel szerintük az egy mecsethez hasonlított.

### A két világháború között
1919-ben Lendl Adolfot leváltották igazgatói tisztségéből, és helyére aligazgatóként Hilbert Rezső lépett, aki 1909 óta dolgozott az állatkertben mint pénzügyi vezető. Az ő feladata volt, hogy a világháború miatt pénzügyi válságban levő állatkertet újra nyereségessé tegye. A főváros is anyagi gondokkal küzdött, így nem támogatta az állatkertet, ezért a kertnek saját forrásokat kellett teremtenie. Takarékosságból a park locsolóberendezéseit az állatkert saját kútjáról táplálták. Új állatok megvételére sem volt lehetőség, azonban a meglévő állomány jobb gondozásával elősegítették a szaporulatot, amelyek közül egyes egyedeket más állatokra cseréltek el. 1920 tavaszán a madaraknál megjelent a kolera, így sok elpusztult belőlük, az emlősöknél viszont jó eredményeket értek el a szaporítással.
A rendszeres szaporulatnak és a javuló pénzügyi helyzetnek köszönhetően sok új állatra tettek szert. Csere útján jutottak hozzá az elefánthoz, de zebrákat, jegesmedvét, fókákat is sikerült szerezniük. Egyszerre hét antilopfajt (fehérfarkú gnú, csíkos gnú, bejza, tarka lantszarvúantilop, nilgau antilop, indiai antilop, jávorantilop) is megtekinthettek a látogatók. A korábbi állatkerti könyvtárt is újjáélesztették. Nagy elismerést jelentett, hogy 1927-ben itt tartotta meg kongresszusát a Nemzetközi Bölényvédelmi Társaság, elsősorban az állatkert bölényvédelmi tevékenysége miatt.
„Állatkerti előadások a tanuló ifjúság részére” címmel előadás-sorozatot tartottak az állatkertben. Szaktudósok oktatták a látogatókat.
Hilbert Rezső 67 éves korában, 1929 januárjában vonult nyugdíjba, ezért a főváros pályázatot írt ki az állatkert vezetésére, amelyet az akkor 46 éves Nádler Herbert nyert meg. Nádler hozzáfogott az állatkert átszervezéséhez, sorra felújították az állatházakat, az állatok biológiai igényeinek megfelelő teret biztosítottak számukra. Ő vezette be a gímszarvasoknál a róla elnevezett kerítésformát, amely megakadályozza, hogy üzekedéskor a bika a tehénben agancsával kárt tegyen. Kiépítettek egy Afrika-társaskifutót az antilopok és a zebrák számára. Átépítették az akváriumot, és 1936-ra befejezték a majomházat, amely akkoriban rendkívül korszerűnek számított. Eközben sok állat szaporodott: oroszlánok, tigrisek, rénszarvasok, valamint több állatot is vásároltak, például japán óriásszalamandrát, csimpánzt, és hosszú idő után két zsiráfot, melyek a maszáj alfajba tartoztak.
Nádler ugyanakkor már 1931 táján javasolta az intézmény elköltöztetését, amit tudatott is Sipőcz Jenő akkori főpolgármesterrel, mivel elégedetlen volt a kert városligeti, vasút és mutatványosok miatt beszűkült területével. Sipőcz támogatta is Nádler ötletét, aki javaslataiban főleg budai helyszínekben gondolkodott. A leghangsúlyosabb elképzelés szerint egy 96 holdas kuruclesi területet szemeltek ki az új állatkertnek. Érdekesség, hogy a költözés ügyére a következő évtizedekben is rendszeresen visszatértek, időnként kész tényként közölve azt, amivel kapcsolatban több elképzelés is mutatkozott, egy időben például még Békásmegyer is szóba került helyszínként. De hiába voltak időről időre tervek a kert elköltöztetéséről, a különféle, főleg anyagi természetű körülmények Nádler és utódai terveit is rendre meghiúsították.

### A második világháború idején
A második világháború hatalmas károkat okozott a kertben. Az előző háborúban is előállt ellátási problémák és emberhiány csak a kisebbik gond volt, sajnos az Állatkert Budapest ostromakor a frontvonalba került. Súlyos bombatámadások érték, aminek következtében az állatok és az épületek java elpusztult. 1945 februárjában, az ostrom elvonultával a éhező lakosság végzett az állatokkal. A háború előtt még 2500 példány élt a kertben, a végére 15 maradt életben, az Állatkert rettenetes képet mutatott. Az intézmény összes dolgozójának összefogása eredményeképpen miután a romokat eltakarították a kertet 1945. május elsején újra megnyitották. Ekkor sikerült néhány újabb állatra is szert tenni, amelyeket az egyetlen megmaradt Elefántházban szállásolták el. A háborút követő években építőanyag hiányában nagyon lassan haladt a helyreállítás. A kert állatállománya újra növekedni kezdett.

### A Rákosi-rendszer alatt és a Kádár-korszakban
Nádler Herbert 1948-ban nyugdíjba vonult, s helyette – mint akkor minden intézményben – munkás igazgatót neveztek ki, Láng István cipőfelsőrész-készítőt. Láng után egy rövid ideig Károlyi József vezette az állatkertet. Ebben az időszakban a gyűjteményből még hiányzott a zsiráf, az orrszarvú, a fóka és az emberszabású majmok, viszont volt szajga, mely hatalmas ritkaság ma is az állatkertekben.
1956 és 1967 között az állatkert vezetésével Anghi Csabát bízták meg. Még osztályfelügyelőként, a második világháború előtt ő vizsgálta először behatóan a zsiráfborjak növekedését, a különféle zebrafajok és alfajaik csíkozatát, és indította el a törzskönyvezést az állatkertben. Tudományos alapokra helyezte a kert működését, számos tudományos kutatást indított. Kérte az Akadémiát és a fővárost, hogy az állatkert kapja meg a tudományos intézet besorolást – ezt 1956 nyarán meg is kapta.
1957-ben ismeretterjesztő füzetsorozatot indított Zoo Budapest címmel. E füzetek a kert lakóit és a kulisszák mögötti világot is bemutatták. Ez évben rendezték meg az első állatkerttörténeti kiállítást is. Munkája közben gazdag hazai és nemzetközi kapcsolatokat épített ki. Az ő igazgatása alatt az intézmény ismét Európa egyik legmodernebb állatkertjévé vált, és az állatok beszerzését is tervszerűsítette. Az állatkertnek konvertibilis valutát kellett igényelnie, ezért új állatokat csak 1959-ben tudtak beszerezni. Kiemelkedő eredményeket értek el a nagymacskák és a vízilovak szaporításánál. A kutatások eredményeit először 1962-ben foglalták össze a Magyar Tudományos Akadémia hivatalos lapjában, a Magyar Tudományban. 1966-ban ülte a centenáriumát az állatkert, ez alkalomból az ünnepséggel egy időben nemzetközi tudományos ülést is tartottak.
E jelentős alkalomból adták át a Rovarházat, állították helyre a Kis- és a Nagysziklát. A háborúban elpusztult régi Zsiráfház helyén újat építettek, majd 1965-ben az állatok is megérkeztek. Az eredetileg fából épült, a háborúban elpusztult Bölényház helyére vasbetonból emeltek újat.
Anghi Csaba 1967-ben nyugdíjba vonult, és Szederjei Ákos követte az igazgatói székben. Ő folytatta a kert tervszerű fejlesztését, korszerűsítését. Elkészült a Teveház, a Vivárium, ahol gerincteleneket láthatott a közönség, és javították a dolgozók munkakörülményeit is. Az 1971-ben tartott Vadászati Világkiállítás egyes eseményeit az Állatkertben rendezték, és utána a kert több, kiállított állatot megkapott. Szederjei igazgatósága alatt kezdtek figyelmet szentelni az állatok mentális állapotára is. Ebben az időszakban érkezett keskenyszájú orrszarvú, tapír, kafferbivaly és törpe víziló is.
1978-ban Holdas Sándor lett a kert igazgatója. Korszerűsítették a fűtésrendszert, a kokszról gázüzemű fűtésre álltak át. Átépítették, illetve felújították a Vidraházat, a Bagolyvárat és a Madárházat. 1987-ben nevezték ki Szijj Józsefet igazgatónak, ezután fejezték be az Emberszabású Majmok Házát. 1991-re, a megnyitás 125. évfordulójára felújították az elefántos főkaput és újjáépítették a Kenguruházat.

### A rendszerváltástól napjainkig

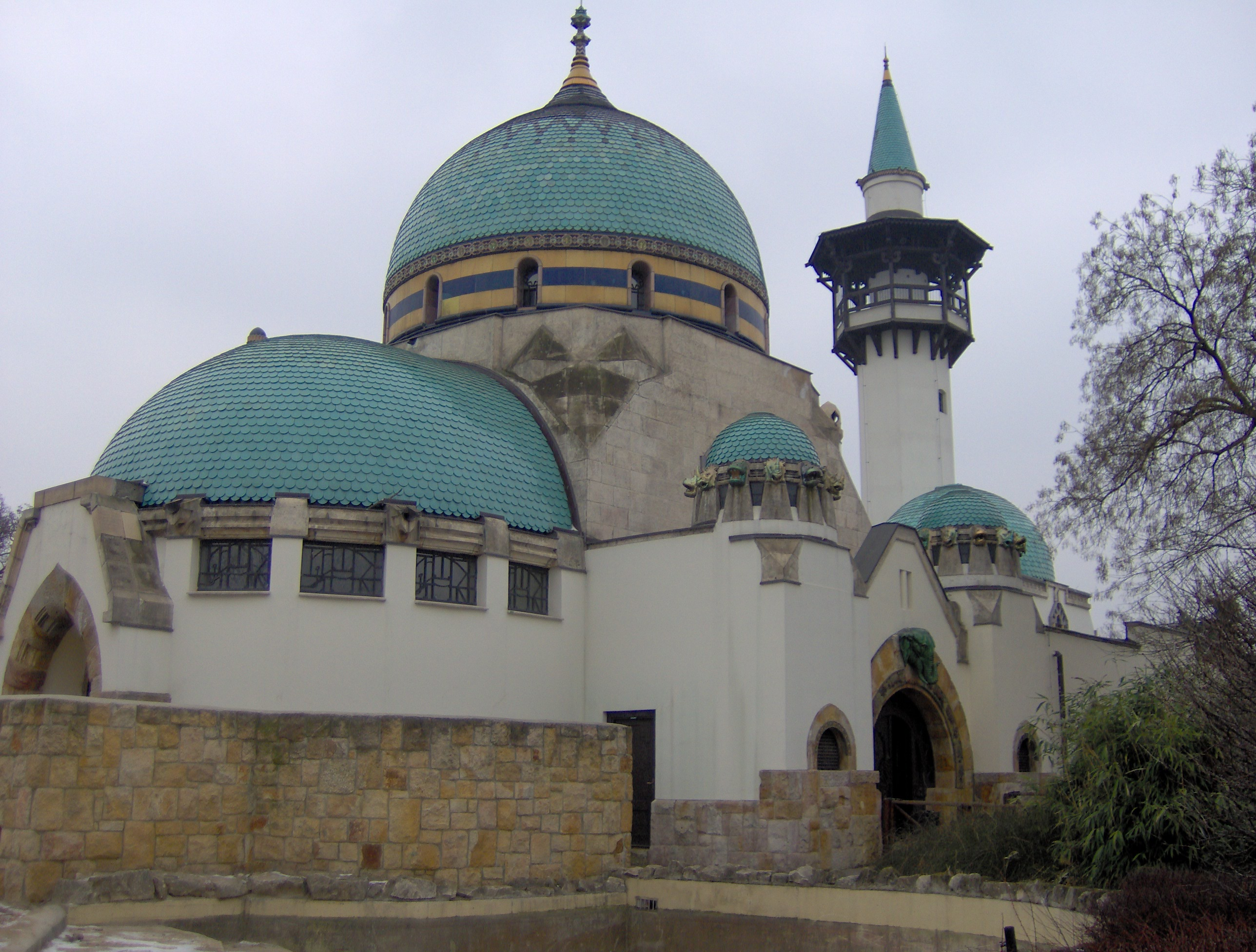
Elefántház

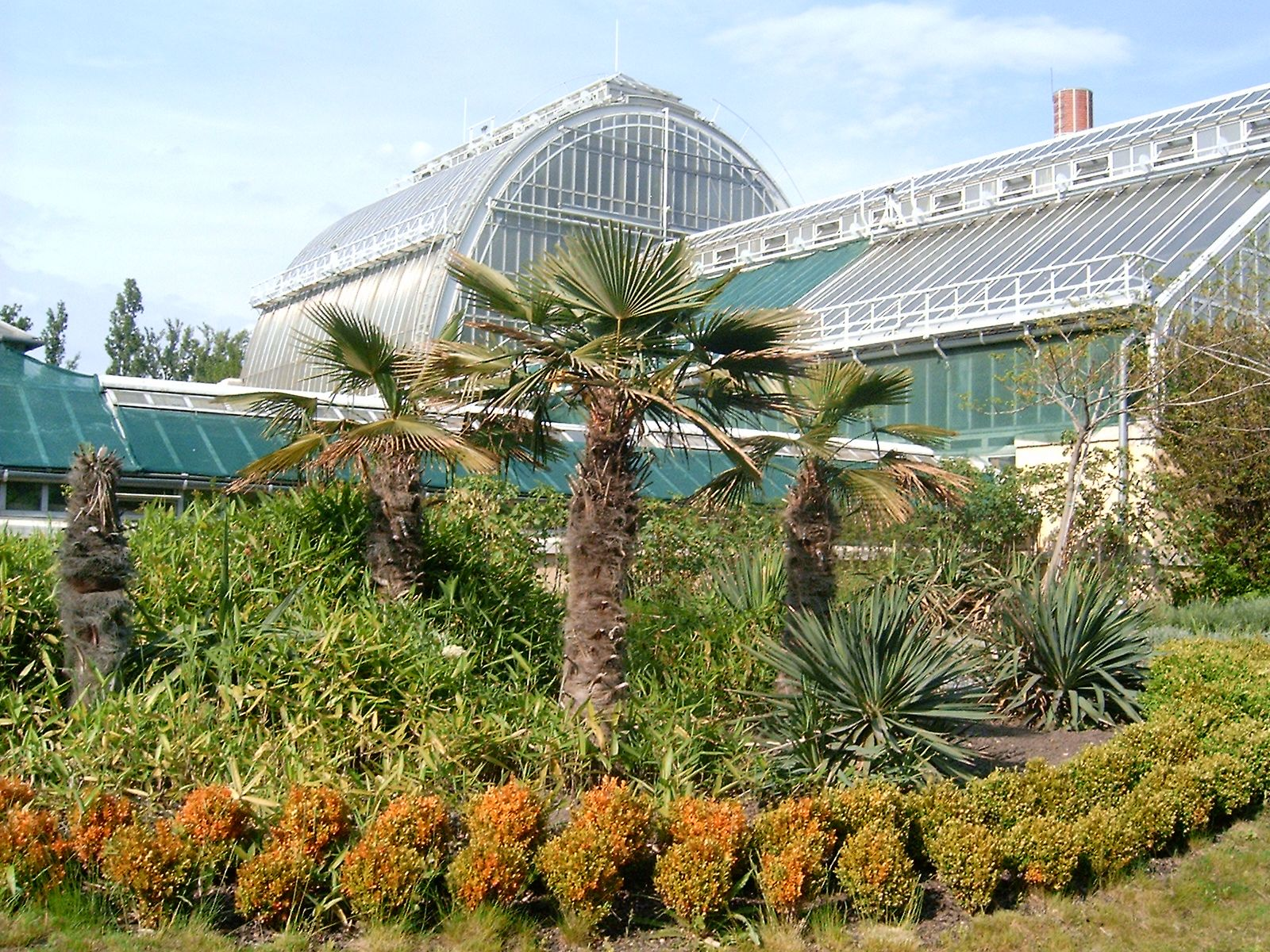
A Pálmaház

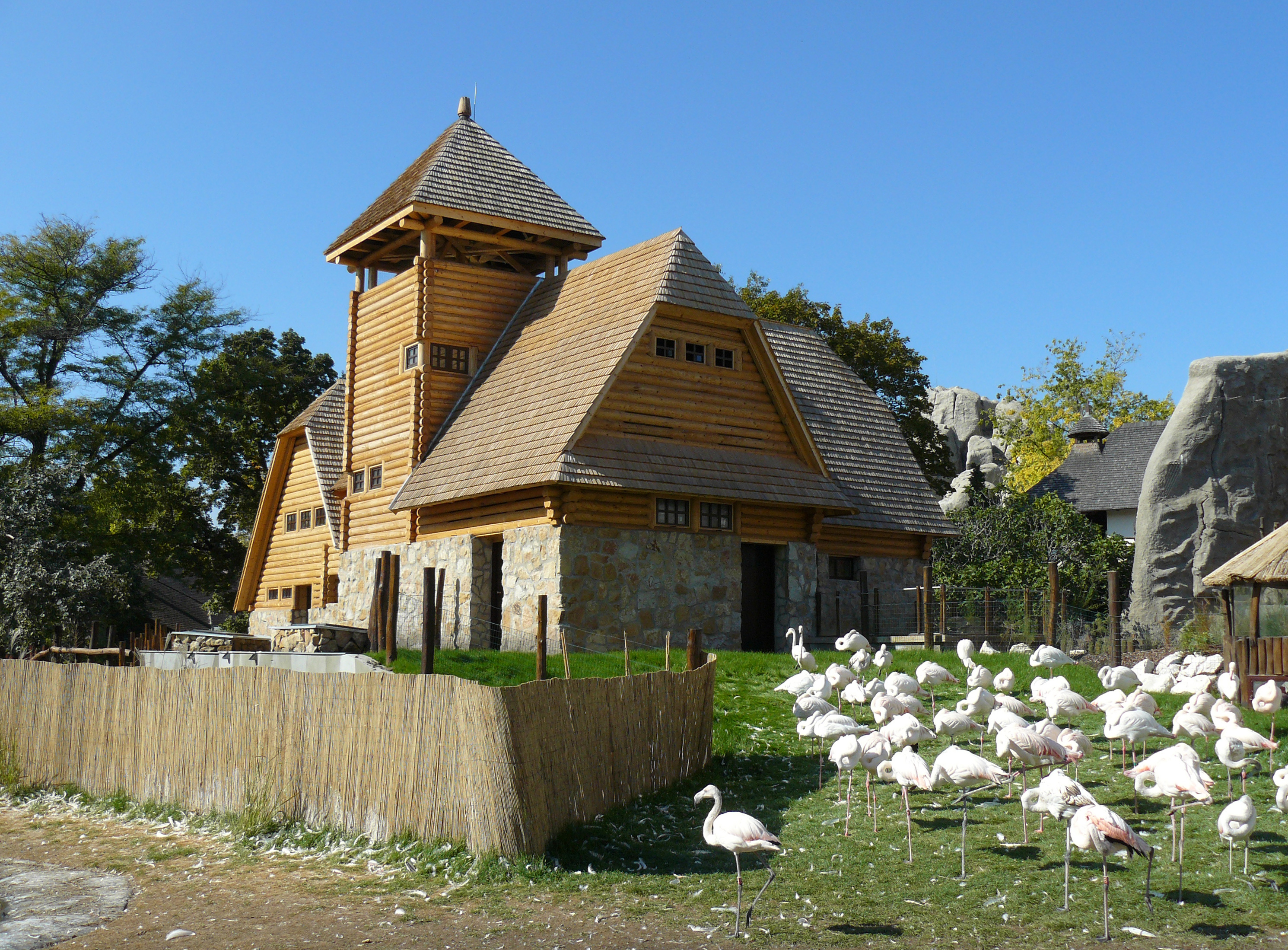
A 2010 szeptemberében átadott, az eredeti tervek (Kós Károly–Zrumetzky Dezső) alapján átépített Bölényház

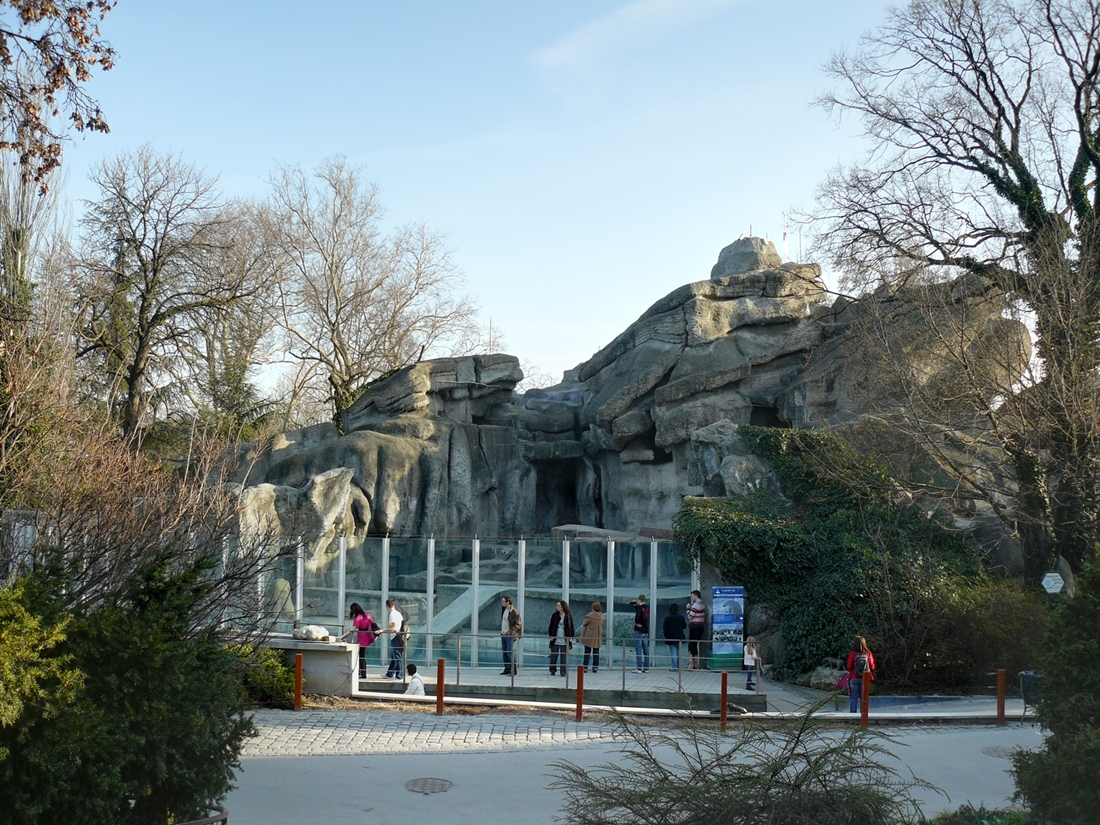
Az újjáépített Sarkvidéki panoráma

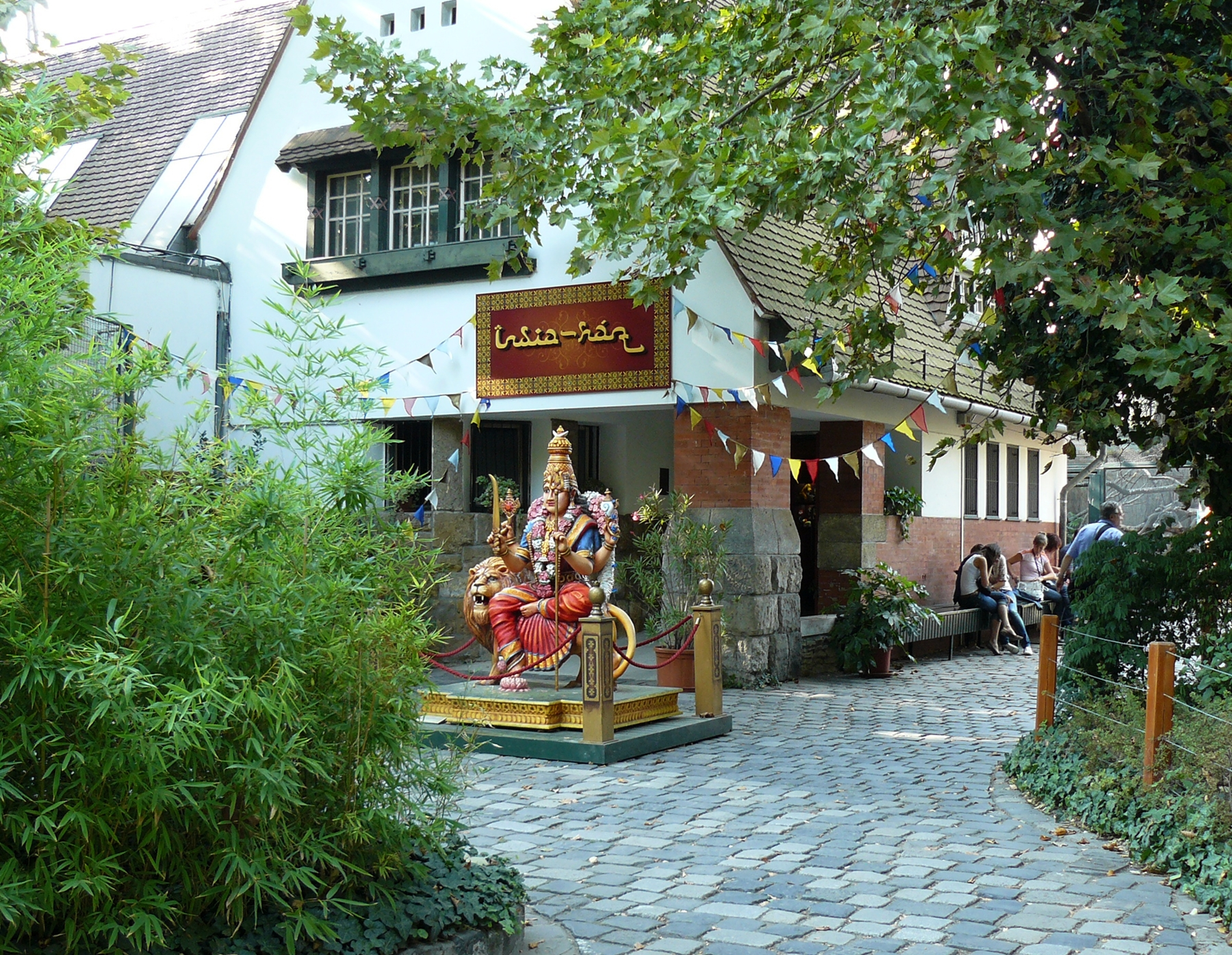
A 2011-ben átadott India-ház

Az 1990-es években az intézmény igazgatója Persányi Miklós volt, akinek az idején jelentős rekonstrukciók folytak, egyrészt a kert régi épületeinek felújítása, bővítése, másrészt új bemutató létesítmények építése. Egyre nagyobb hangsúlyt kapott a kert népszerűsítése különféle programok, szórakozási lehetőségek által, amelyek egyúttal az ismeretterjesztést is szolgálták.
1998 májusában a Japán-Magyar Baráti Társaság adományának is köszönhetően megnyílt a Bonszai pavilon, amely a kontinens első nemzeti gyűjteménye. 1999-ben számos új, különleges faj érkezett a kertbe. Ilyen például az elefántcickány, a sivatagi róka, a fakó keselyű, vagy a tarvarjak, amelyek egy tenyészprogram keretében kerültek hazánkba. Abban az évben adták át a Kis-szikla oldalában az új fókamedencét is. 2000 májusában pénzdíjas fotópályázatot hirdetett a kert, a zsűriben a Fotóművészek Szövetsége is helyet kapott. A pályázatot kiállítás zárta. A kert már ekkor szerepet vállalt a környezetvédelemben, és egy kiállítás keretében szembesítette a látogatókat a hulladékok helytelen kezelésével, felhíva a figyelmet környezetünk megóvására. Júliusban megnyílt a világon akkor egyedülálló Lepkekert, ahol több száz pillangó között szabadon sétálhatnak a látogatók. Az év novemberében fejeződött be a Pálmaház kilenc évnyi rekonstrukciója is, melynek során az épületet az eredeti, 1912-ben átadott szépségében állították helyre, egyben bővítették a bemutatott növény- és állatfajok számát is. 2001-ben az 1999 márciusában átadott, felújított Elefántház Europa Nostra-díjat kapott. A szervezet 1964 óta díjazza az épített nemzeti örökségek megóvását. A díjátadásra Maastrichtban került sor, a díjat Henrik dán herceg adta át. Az esemény alkalmából emléktáblát helyeztek el az épület falán. A Pálmaház előtti 2500 négyzetméteres területen, hasonlóan az egykori kastélyparkokhoz, sövénylabirintust telepítettek. A sövény hossza több mint 500 méter, amely egyben csökkenti a zaj- és porártalmat. A rendszerváltást követően az állatkert működési költségét közel azonos arányban fedezte az állami támogatás, valamint a kert saját bevétele. A folyamatos fejlesztések egyre népszerűbbé tették a kertet, jelentősen nőtt a látogatók száma, kedveltté vált az "örökbefogadás", nőtt az adó 1%-át felajánlók száma, így 2001-ben a saját bevétel (mintegy 822 millió forint) több mint duplájára nőtt az állami támogatáshoz képest (mintegy 379 millió forint). 2002 augusztusában a Fővárosi Állatkert adott otthont a II. Magyarországi Zoopedagógiai Konferenciának, melynek keretében pedagógusok és egyetemi, főiskolai hallgatók tájékozódhattak a zoopedagógia és a fenntarthatóságra nevelés témakörében.
2003 májusában Persányi Miklóst környezetvédelmi és vízügyi miniszternek nevezték ki. A főigazgatói teendőkkel ekkor az intézmény nyugalmazott gyűjteményi igazgatóját, dr. Bogsch Ilmát bízták meg, aki még ugyanabban az évben a főigazgatói tisztségre kiírt pályázatot is megnyerte. 2004 januárjában – hétvényi szünet után – újra megnyílt a korszerűsített és felújított tengeri akvárium, míg márciusban átadták a megújult „Vízparti élet” házát. Míg az előbbiben a tengeri, itt a folyami élővilágot mutatják be. Szeptemberben a felújított Majomház nyitotta meg kapuit. A teljes rekonstrukció 325 millió forintba került és amellett, hogy az átépítés során megőrizték a Kós Károly és Zrumeczky Dezső által megtervezett épület jellegét, korszerűsítették az állattartó tereket. Decemberben a világszerte elismert főemlőskutató, Jane Goodall tett látogatást a kertben, a Rügyek és Gyökerek nevű szervezet alapítójaként. 2005 májusában, az Íriszkedvelők Magyarországi Egyesületével közösen, itt rendezték meg az I. Magyarországi Nőszirom Kiállítást. Júliusban a Kis-szikla oldalában átadták az oroszlánfókák új medencéjét, melynek újdonsága, hogy üveg betekintőablakon át a látogatók figyelemmel kísérhetik a fókák víz alatti tevékenységét is. 2006 júniusában ehhez kapcsolódva birtokba vehették a jegesmedvék is a kibővített lakhelyüket, így teljesen megújult a Sarkvidéki panoráma. Az átépítés során a fókák külső kifutója mintegy másfélszeresére, a jegesmedvéké pedig háromszorosára nőtt.
2007 májusa óta előbb megbízott, majd szeptember 1-jétől kinevezett főigazgatóként ismét Persányi Miklós irányította az Állatkertet. Ez év júliusában egy új bemutatóhelyet adtak át a közönségnek, a Pákásztanyát. Az épületben élethűen alakítottak ki egy pákász- és halásztanyát, ahol hazai halfajokat mutatnak be. A korábbi madárteleltető házat átalakították, és Xantus-ház néven augusztusban újra megnyitották. Az épületben Délkelet-Ázsia élővilága ismerhető meg. A megnyitón Jakarta és az Indonéz Köztársaság nagykövete is részt vett. A 280 milliós felújítási költséghez 78 millióval járult hozzá a főváros. 2008 a nagy átadások és újdonságok éve volt. Számos építkezést, felújítást fejeztek be, és ezekbe az új létesítményekbe új állatokat is beszereztek. A befejeződött munkálatok összesen 2,7 milliárd forintba kerültek, fővárosi beruházásként. Bővítették a programkínálatot is: állatbemutatókat, látványetetéseket, valamint a felnőtteknek hangversenysorozat tartottak. Új kifutót kaptak az emberszabású majmok, Afrika állatai számára létrehozták a Szavanna-kifutót, megújult a Nagy-szikla és újra megnyílt a Tejcsarnok is. Az újonnan beszerzett állatok között volt a berber makákó, a Böhm-zebra, az ecsetfülű disznó, a Mhorr-gazella és a komodói sárkány is. Mindezek mellett megrendeztek egy nemzetközi tevekonferenciát, és Erőss Zsolt hegymászó himalájai képeit is bemutatták egy kiállítás keretében. A Budapesti Állatkertben a 2007-es év elején született meg a Layla nevű nőstény borjú, ő az első, mesterséges megtermékenyítés által létrejött orrszarvú-borjú a világon. A Lisimba nevű bikaborjú 2008. szeptember 22-én született. A világra jött borjú az első olyan orrszarvú a világon, amelyik fagyasztva tartósított hímivarsejtek felhasználásával, mesterséges úton fogant.
2009 márciusában az Állatkert valamennyi épületét és építményét műemlékvédelmi oltalom alá helyezték. Ezt megelőzően csak az épületek csak egy részének volt ilyen státusza és a többi csak műemléki környezetnek minősült. Ugyanez évben adták át a gyűrűsfarkú makik kifutóját, ahová a látogatók is bemehetnek, és hasonlóan a Lepkekerthez vagy a Pálmaházhoz, testközelből figyelhetik meg az állatokat. Júniusban megnyílt a korábban kenguruházként funkcionáló Mérgesház, ahol a mérget termelő vagy fogyasztó állatokat mutatják be, többek között ide került a komodói varánusz is. 2010 januárjában megnyílt az Ausztrál ház, amelyben a látogatók Ausztrália egyedülálló állatvilágával ismerkedhetnek meg. A műemléki oltalom alatt álló épület felújítása, átalakítása mintegy 55 millióba került, amelyet teljes egészében a kert teremtett elő. Ugyancsak 2010 folyamán került sor a Bölényház és a Zsiráfház eredeti tervek alapján történő visszaépítésére, de a kor követelményeinek megfelelően kialakítva. Az épületek a második világháborúban semmisültek meg, az 1960-as években helyükre húzott épületeket most elbontották. Az építkezés során a fűtést úgy alakították ki, hogy a hőenergiát a Széchenyi gyógyfürdő termálvizéből nyerik. A beruházás értéke mintegy 412 millió forint volt. A Madagaszkár-ház megnyitására júniusban került sor, októberben pedig befejeződött a Nagy-tó és a Sziklakert felújítása, melyet a kert uniós támogatással tudott megvalósítani. Ez évben a Fővárosi Állatkert adott otthon az Európai Állatkertek és Akváriumok Szövetsége Botanikai szakcsoportjának 10., jubileumi konferenciájának, ahol 14 ország szakemberei folytattak tanácskozást. A kert két nőstény indiai oroszlánt is vásárolt, későbbi tenyésztési céllal. Ez azért kiemelt jelentőségű, mivel e fajból csak néhány száz egyed él a Földön.
Uniós és fővárosi támogatás segítségével 2011 folyamán átépült a Nagy-szikla. A belsejében Varázshegy néven komplex kiállító- és rendezvényteret alakítottak ki. A beruházás költsége több mint egy milliárd forint, melyből 3000 négyzetméteres interaktív kiállítást hoztak létre 17 teremben, amely télen is programot tud biztosítani a látogatóknak. A megnyitása 2012-ben volt. Az eredetileg 1912-ben épült Tigrisházat átalakították, és 2011 júliusában mint India-ház nyitotta meg újra kapuit. Az ünnepségen az Indiai Köztársaság budapesti nagykövete is részt vett. Az épület adott otthont az indiai oroszlánoknak és más, Indiában őshonos állatoknak, valamint magában foglal egy kiállítást is, mely az indiai civilizációt mutatja be.
A Fővárosi Közgyűlés 2012 novemberében döntött az állatkert területének bővítéséről, amely a vidámparki területek felhasználásával történik meg. Mivel mind az állatkert, mind a vidámpark helyhiánnyal küszködött mindenképpen kényszermegoldás született, amely egyik intézmény területi szűkösségén oldani képes. A kert területi gondjainak orvoslását célzóan már korábban is zajlottak viták, a bővítéssel kapcsolatban azonban csak ekkor született jogerős határozat. Ezáltal 2016-ig a területe 18,4 hektárossá nőtt. 2014 és 2015 között, két szezonon keresztül a volt vidámpark területén működtette a Holnemvolt Parkot. A Liget Budapest keretében alakítják ki a Pannon Parkot, a Holnemvolt Várat, a Hermina Garázst, illetve az új kiszolgáló zónát.
2012-ben szaporodtak hazánkban először a vombatok, az elmúlt negyed évszázad során Európában csak itt volt szaporulat. 2013-ban több mint ötven év után újra született Magyarországon ázsiai elefánt. 2015-ben két koala (Vobara és Nur-Nuru-Bin) érkezett az állatkertbe, Európában az érkezésükkor a Budapestivel együtt csak kilenc állatkertben tartottak koalákat. 2017-ben mindkét példány elpusztult. A koalákon kívül érkeztek még óriásvidrák, szecsuáni takin és cebui disznók is, utóbbiak az év végén szaporodtak is. 2017-ben került átadásra az új kiszolgáló zóna, az év folyamán többek közt ázsiai elefánt és gorilla is született. 2018 májusában nyílt meg az Állatkert régi gazdasági udvarában, illetve részben a Vidámparktól visszakapott új területen a Holnemvolt Vár. Ez a létesítmény elsősorban a kisgyermekes családokra koncentrál. Itt kerülnek bemutatásra a ház körül tartott állatok és egyéb szelídebb vadállatok. Tematikája a magyar mesevilág, felidézve a Vurstli világát is. 2019-ben az egyik legnehezebben szaporítható állatkerti emlősnél, a tojásokkal szaporodó hangyászsünöknél kelt ki egy utód. 2020-ban először születtek Magyarországon óriásvidrák, melyek sajnos nem sokkal később elpusztultak. A következő évben született alom már túlélte a kölyökkort. 2021-ben újabb kiselefánt született.

#### Biodóm

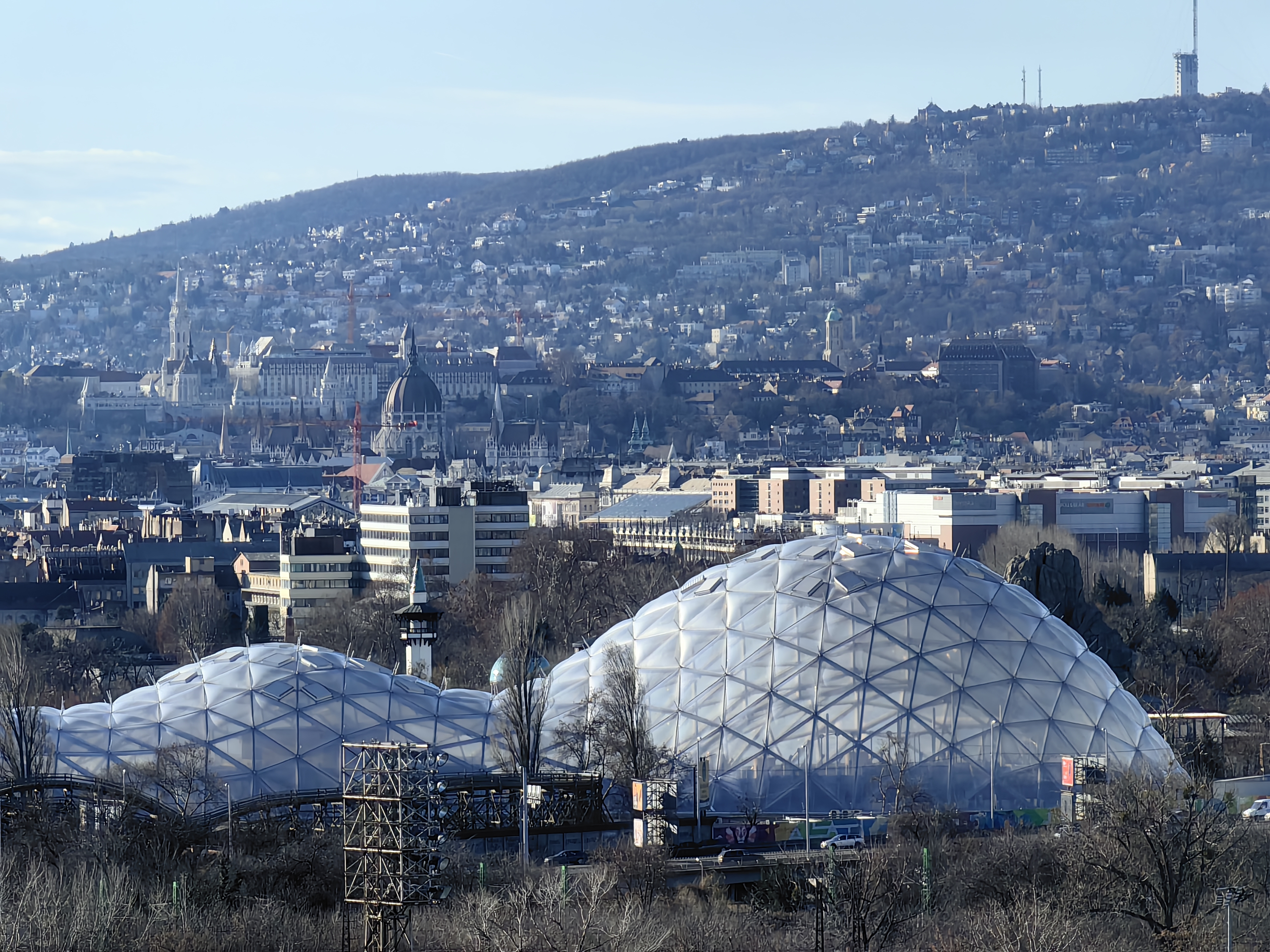
A Biodóm kupolaszerkezete

2018-ban kezdték meg a tervezett Pannon Park részeként a nagyméretű, saját ökoszisztémájú és ezáltal számos egzotikus faj tartására is alkalmas grandiózus épület, a Biodóm építését, amelynek a tervek szerint 2021-re kellett volna elkészülnie, de ez azóta sem történt meg. A Persányi Miklós és Tarlós István akkori főpolgármester bábáskodásával kísért projekt először azután akadt meg, hogy Persányi újabb 20 milliárd forintot igényelt a tervezett 45-ön felül, amit Fürjes Balázs államtitkár is kritizált, felelősnek az állatkert vezetését nevezve. Tarlós István állítása szerint szintén nem tudott arról, hogy Persányinak plusz milliárdokra lenne szüksége a projekt befejezéséhez. Persányi ezután le is mondott az állatkert igazgatói posztjáról, feltehetően az ügy miatt, ugyanakkor információk szerint a Fővárosi Önkormányzatnak és az Emberi Erőforrások Minisztériumának is tudnia kellett a projekt elszálló költségeiről. Majd miután Karácsony Gergely váltotta Tarlóst a főpolgármesteri poszton, az állam még hangsúlyosabban kihátrált a Biodóm mögül, magára hagyva vele az ellenzéki fővárosi vezetést. Azóta az épület állagmegóvása zajlik, de a befejezéshez a Fővárosi Önkormányzatnak nincsenek forrásai, az állam pedig továbbra sem mutat hajlandóságot a projekt átvételére, noha Lázár János építési és beruházási miniszter szintén a projekt befejezése mellett érvelt. Mindenesetre az emelkedő energiaárak miatt a főváros úgy határozott, hogy 2023 januárjától nem finanszírozzák a temperáló fűtést, ami a félkész épület állagromlását vonhatja maga után. Egy 2022-es cikk szerint a projekt részben az átgondolatlan tervezésbe, részben pedig politikai indokokba bukott bele, amit már csak befejezni lehet, még ha minden körülmény utólagosan drágítja is az építkezést. Kiss Ambrus általános főpolgármester-helyettes megerősítette, hogy januártól kész a főváros a kormányra bízni az épület sorsát, mivel nem a főváros pénze és döntése van a projekt mögött.
Egy 2023 márciusi sajtóbejárás alkalmával kiderült, hogy az úgynevezett állatkertészeti végfázis van vissza, aminek megvalósítása az összköltségek több mint 40%-át teszi ki, és ami becslések szerint 2-3 év alatt tud megvalósulni. Az Állatkert 2023. augusztus 9-én ünnepelte fennállásának 157. évét, ennek apropóján ismét felmerült a Biodóm sorsa, de az továbbra is kérdéses, semmilyen konkrétum sem körvonalazódott. Az Építési és Közlekedési Minisztérium folyamatosan vizsgálja a projekt folytatásának lehetőségét, egyeztetnek az érintett résztvevőkkel. Bősz Anett főpolgármester-helyettes 2023 októberében közölte, hogy az épület fenntartási költségeinek finanszírozására a főváros a továbbiakban nem képes. Felmerült a temperáló fűtés elmaradása miatt az épület károsodásának kérdése, de a főpolgármester-helyettes cáfolta ezt, mivel a Széchenyi gyógyfürdő termálvizével megoldott a Biodóm további fűtése, egyúttal kritizálta a kormányt is, ami a félkész épület problémájával magára hagyta az Állatkertet és a fővárost. Hogy addig is kihasználják, az épületben 2024. március 1-től fényművészeti kiállítást tartottak, ekkor tették először látogathatóvá azt a szélesebb nyilvánosság számára. A főváros és a kormány később is egymásra mutogattak az épület befejezése ügyében. 2024 szeptemberében az az évi World Press Photo kiállításnak adtak helyet benne. Felmerült az épület bontásának lehetősége is, de ahhoz is kormányzati döntés szükséges. 2025 tavaszán Sós Endre, az Állatkert természetvédelmi és állategészségügyi igazgatója közölte, hogy a tervek szerint az év végére állandó jelleggel megnyílik a Biodóm, bár a korábban tervezett 20 milliárd forint most sem áll rendelkezésükre, de mintegy 350 millióból meg tudják nyitni.

## Az Állatkert igazgatói
- Leopold Fitzinger (1866) (igazgató)
- Xántus János (1866–1867) (igazgató)
- Czimeg János (1867–1868) (igazgató)
- Kriesch János (1868) (tudományos igazgató)
- Hegyessy Kálmán (1869–1871) (igazgató)
- Berecz Antal (1872–1873) (igazgató)
- Serák Károly (1873–1906) (igazgató)
- Lónyai Géza (1906–1907) (igazgató)
- Ráthonyi Zoltán (1907–1911) (igazgató)
- Lendl Adolf (1911–1919) (igazgató)
- Hilbert Rezső (1919–1929) (aligazgató)
- Nádler Herbert (1929–1948) (igazgató)
- Láng István (1948–1951) (munkás-igazgató)
- Károlyi József (1951–1956) (üzemigazgató)
- Anghi Csaba (1956–1967) (főigazgató)
- Szederjei Ákos (1967–1977) (főigazgató)
- Holdas Sándor (1977–1986) (főigazgató)
- Szijj József (1987–1994) (főigazgató)
- Persányi Miklós (1994–2003) (főigazgató)
- Bogsch Ilma (2003–2007) (főigazgató)
- Persányi Miklós (2007–2020) (főigazgató)[70]
- Szabó Roland (2020–2023) (operatív igazgató)[71]
- Sós Endre (2023–) (természetvédelmi és állategészségügyi igazgató, 2025-től főigazgató) [72][73]

## Műemléki környezet
A Fővárosi Állat- és Növénykert egyik különlegessége a 20. század elejének hangulatát idéző épített környezet. Épületeit és építményeit 2009-ben műemléki védettség alá helyezték.

### Építéstörténet
Az Állatkert eredeti, az 1866-os megnyitásra készült épületeit Szkalnitzky Antal és ifj. Koch Henrik tervezték. Az akkor emelt épületek többségét az 1900-as évek elején lebontották. Egyedül a Bagolyvár maradt fenn mind a mai napig, bár időközben a kert egy másik pontjára helyezték át. Az első zsiráfház 1868-ban készült el Lóhr Antal tervei szerint, 1876-ban pedig oroszlánházat építettek Hauszmann Alajos tervei alapján. Ezeket az épületeket azonban szintén lebontották a 20. század elején.
A műemlék épületek többsége az 1909–1912 közötti átépítéskor épült. Közülük a Főkaput és az Elefántházat Neuschloss Kornél műépítész tervezte. Mivel Neuschloss egyben az átépítés műszaki munkálatainak irányítója is volt, a két épület megtervezését díjmentesen, honorárium nélkül vállalta. Az épületek többségének megtervezésével azonban Neuschloss javaslatára Kós Károlyt és Zrumeczky Dezsőt bízták meg. A két fiatal építész nem sokkal korábban fejezte be építészeti tanulmányait, a megbízatás előtt közvetlenül pedig a kalotaszegi népi építészetet dokumentálták. Nem véletlen tehát, hogy az általuk tervezett épületek jelentős része a „fatornyos” építészet formavilágát eleveníti fel. Kós és Zrumeczky állatkerti épületeinek többsége ma is áll, némelyikük (struccház, bivalyház, második zsiráfház) a második világháborúban elpusztult, az eredetileg zebraistállónak épült állatházat pedig, amelyet 1932-től kezdve kenguruházként használtak, az 1980-as évek végén átépítették, teljesen új épületet alakítva ki.
Ugyancsak az átépítéskor emelték a műsziklákat, illetve a Pálmaházat is, ezeket azonban nem Kós és Zrumeczky tervezték. A Pálmaház Végh Gyula székesfővárosi mérnök munkáját dicséri, jóllehet a tervek elkészítésében részt vett Räde Károly és Ilsemann Keresztély is. Ugyancsak Végh készítette el a Pálmaház alagsorában kialakított Akvárium terveit, Lendl Adolf iránymutatása alapján. A Kis- és a Nagyszikla vasbeton vázát is Végh Gyula tervezte, a sziklafelszínt Benke Gyula szobrászművész mintázta meg.
Az állatkert egészét érintő nagy átépítés után évtizedekig csak kisebb építkezések történtek. Ezek egyike volt 1934-ben a tóparti sétány kiépítése, vagy a Majomház északi, üvegtetejű szárnyának kialakítása 1936-ban. A második világháború után a romos épületek helyreállítása jelentett építési feladatot. Az első új épület az 1952-ben átadott új Madártelelő volt. A háborúban elpusztult bivalyház helyén hevenyészett „szarvasmarha ház” épült, ám az 1960-as években már komolyabb állatházak (Bölényház, Zsiráfház, Teveház) épültek a háborúban elpusztult régi épületek pótlására. Ezek nagy részét Kéri Gyula és Bodnár Ferenc tervezték.
Az 1980-as években számos felújítás mellett új szárnyépületekkel bővítették ki a Bagolyvárat, önálló házat kaptak az emberszabású majmok, 1991-re pedig elkészült a Beöthy Mária tervezte új Kenguruház is, emeletén az éjszakai állatokat bemutató noktuáriummal. A régi állatházak felújítása mellett a közelmúltban több új épületet is kialakítottak az állatkertben. Ezek közé tartozik a Bonsai Pavilon, a Dél-Amerika Ház, a Dombház, a „Sarkvidéki Panoráma” elnevezésű új kifutórendszer, illetve az 1912-es tervek és régi fotók alapján újra felépített Krokodilház is. Ez utóbbi állatház új terveit Czégány Sándor készítette.
2008-ban átadásra került a Szavannakifutó, otthont adva Afrika állatainak. A terveket az Anthony Gall által vezetett építésziroda készítette, kivitelező a Strabag volt. Ebben az évben a Nagy-szikla oldalában újra megnyitotta kapuit a Tejcsarnok, amely a második világháborúban megsemmisült. 2010-ben a közönség birtokba vehette az Ausztrál házat, és egy korábbi majomházból kialakított Madagaszkár-házat. A második világháborúban megsemmisült Bivalyház és Zsiráfház, melyeket annak idején Kós Károly és Zrumeczky Dezső tervezett, az eredeti tervek alapján épült újjá.
2018-ban kezdődött meg a nagyszabású Biodóm nevű épület építése, ami viszont számos vitatott kérdés miatt azóta sem került befejezésre és átadásra.

### Jelenlegi épületek és építmények

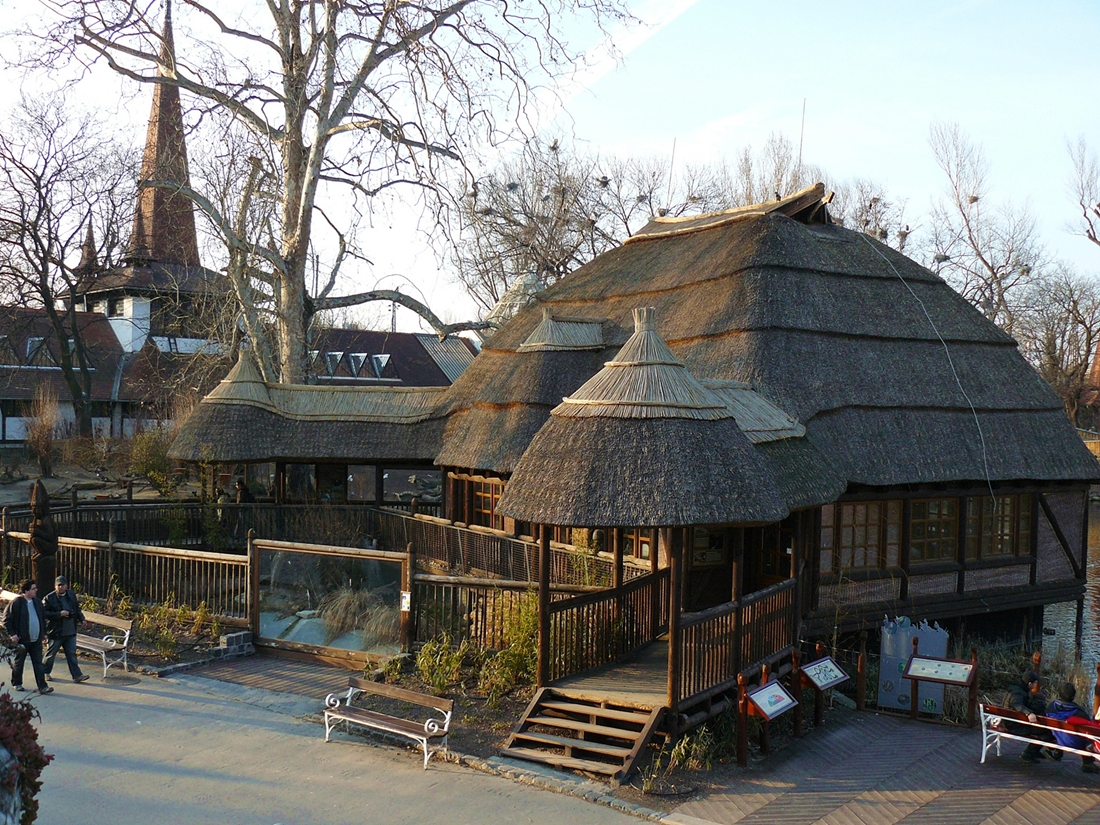
A 2006 novemberében átadott, az eredeti tervek alapján újraépített Krokodilház

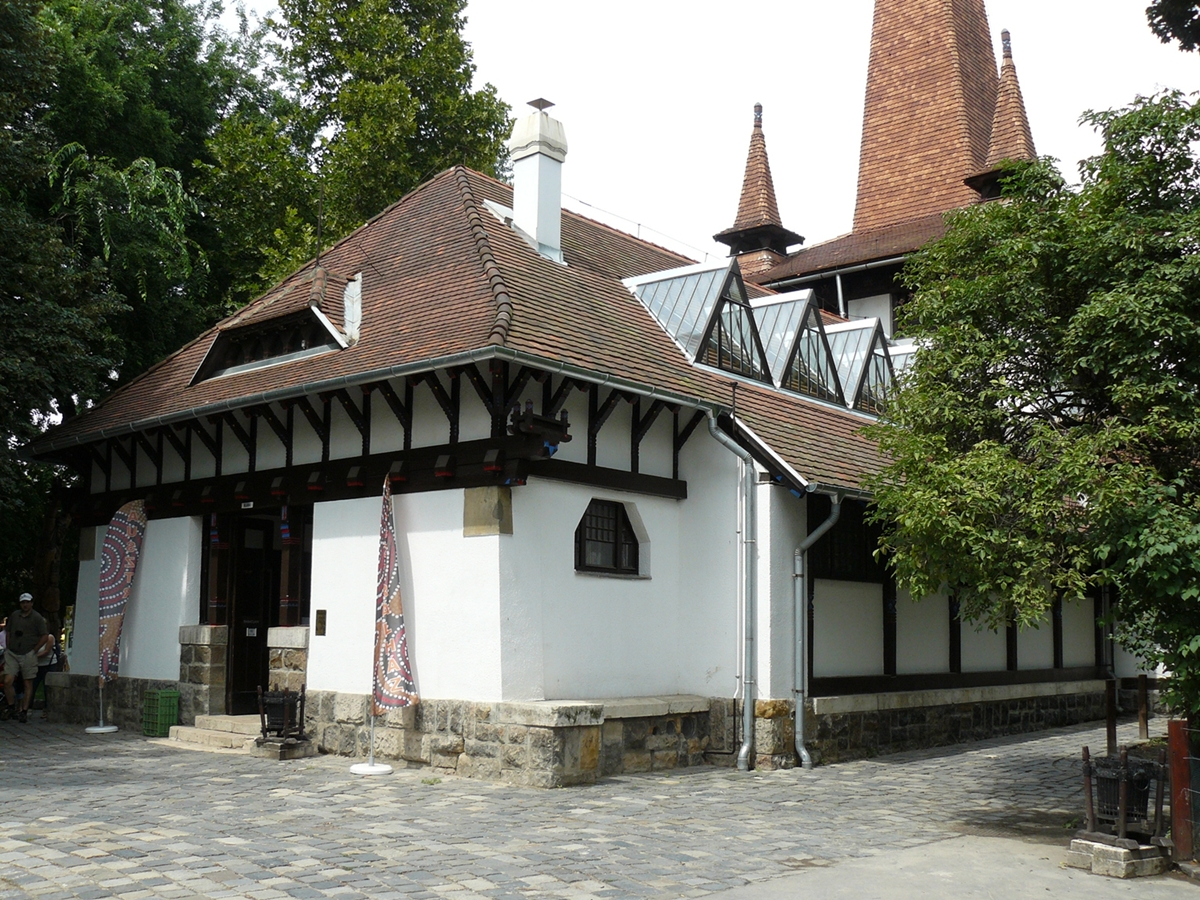
A 2010 januárjában átadott Ausztrál ház

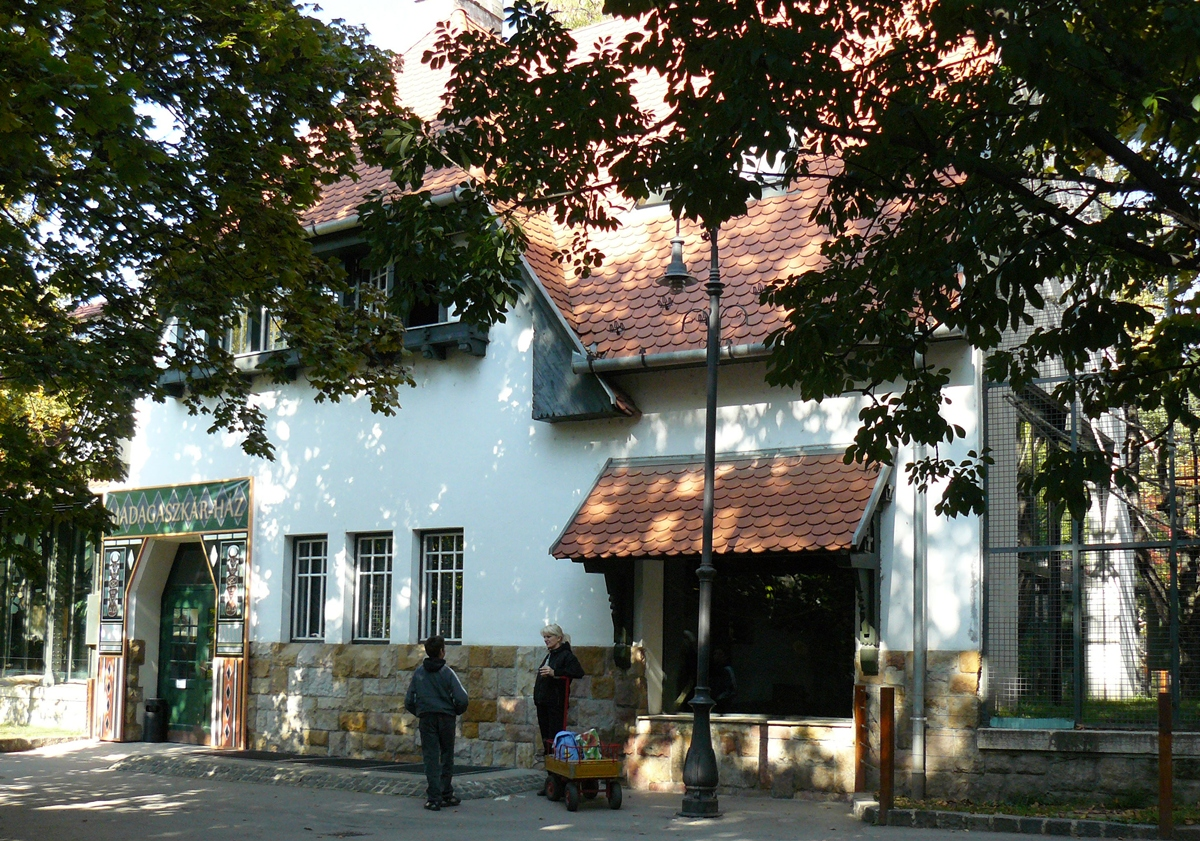
A 2010 júniusában átadott Madagaszkár-ház

Az állatkert jelenleg is meglévő épületei közül a jelentősebbeket az alábbi lista tartalmazza. Zárójelben szerepel a tervező(k) neve és az átadás éve is.
- Bagolyvár (Szkalnitzky és Koch, 1866)
- Főkapu (Neuschloss, 1912)
- Elefántház (Neuschloss, 1912)
- Norvég ház (Kós és Zrumeczky, 1912)
- Szarvasház (Kós és Zrumeczky, 1912)
- Fácános (Kós és Zrumeczky, 1912)
- Makiház (egykori Bambi-ház, Kós és Zrumeczky, 1912)
- Variház (egykori Rágcsálóház, Kós és Zrumeczky, 1912)
- Ausztrál ház (korábban Madárház, Kós és Zrumeczky, 1912)
- Madagaszkár-ház (korábban Majomház, Kós és Zrumeczky, 1912)
- India-ház (korábban Tigrisház, Kós és Zrumeczky, 1912)
- Tanodú (korábban Parasztudvar, Kós és Zrumeczky, 1912)
- Nagy-szikla (Végh és Benke, 1912)
- Kis-szikla (Végh és Benke, 1912)
- Pálmaház (Végh, Räde és Ilsemann, 1912)
- Xantus János-ház (korábban Természet Ékszerei, egykori Madártelelő, FTI, 1954)
- Vízparti élet háza (1980-as évek)
- Emberszabásúak háza (BUVÁTI, 1987)[76]
- Pákásztanya (egykori Vidraház, BVTV, 1988)
- Élet és halál háza (egykori Keltető, Madármentő állomás, Beőthy, 1988)
- Mérgesház (egykori Kenguruház, Beöthy, 1991)
- Bonsai Pavilon (Kis és Szlabey, 1998)
- Dél-Amerika-ház (Kis, 1999)
- Lepkeház és Vidraház (2000-es évek)
- Keaház (2000-es évek)
- Dombház (Kis, 2004)
- Krokodilház (Eredeti tervek alapján Czégány, 2006)
- Tejcsarnok (Eredeti tervek alapján Kis, 2008)
- Szavanna-ház (Gall, 2008)
- Bivalyház (Eredeti tervek alapján Construm Kft., 2010)
- Zsiráfház (Eredeti tervek alapján Construm Kft., 2010)[77]
- Vombatház (2011)
- Hangyászház (2014)
- Sárkányház (egykori Koalaház, Gall, 2015)[78]
- Holnemvolt Vár épületei (Végh, Gall, 1908, 2018)[79]

A fentiek mellett több kisebb épület (például szivattyúház stb.), illetve a közönség számára nem látogatható létesítmények (például kiszolgáló zóna épületei) alkotják a kert épületállományát. A látogatók számára rendelkezésre áll információs pavilon; a tájékozódást segítő térkép, állatkerti útmutató, tájékoztató és iránymutató táblák; vendéglátó egységek (falatozók, kávézó, önkiszolgáló étterem stb.) továbbá mosdók, pelenkázók. A gyerekek számára négy biztonságos játszóteret alakítottak ki.

### Műemléki játéküzemek
A megszűnt Vidámpark játéküzemei közül az Állatkert a következőket örökölte meg:
- Körhinta (1906) - eredetileg a Vurstli játéküzemeinek egyike volt
- Hullámvasút (1922) - eredetileg az Angolpark játéküzemeinek egyike volt
- Mesecsónak (1920-as évek) - eredetileg az Angolpark játéküzemeinek egyike volt

A fentiek mellett több kisebb, egyéb létesítményeket (például a Pöltl Céllövöldét (1910-es évek)) is örökölt az Állatkert.

### Képzőművészeti alkotások

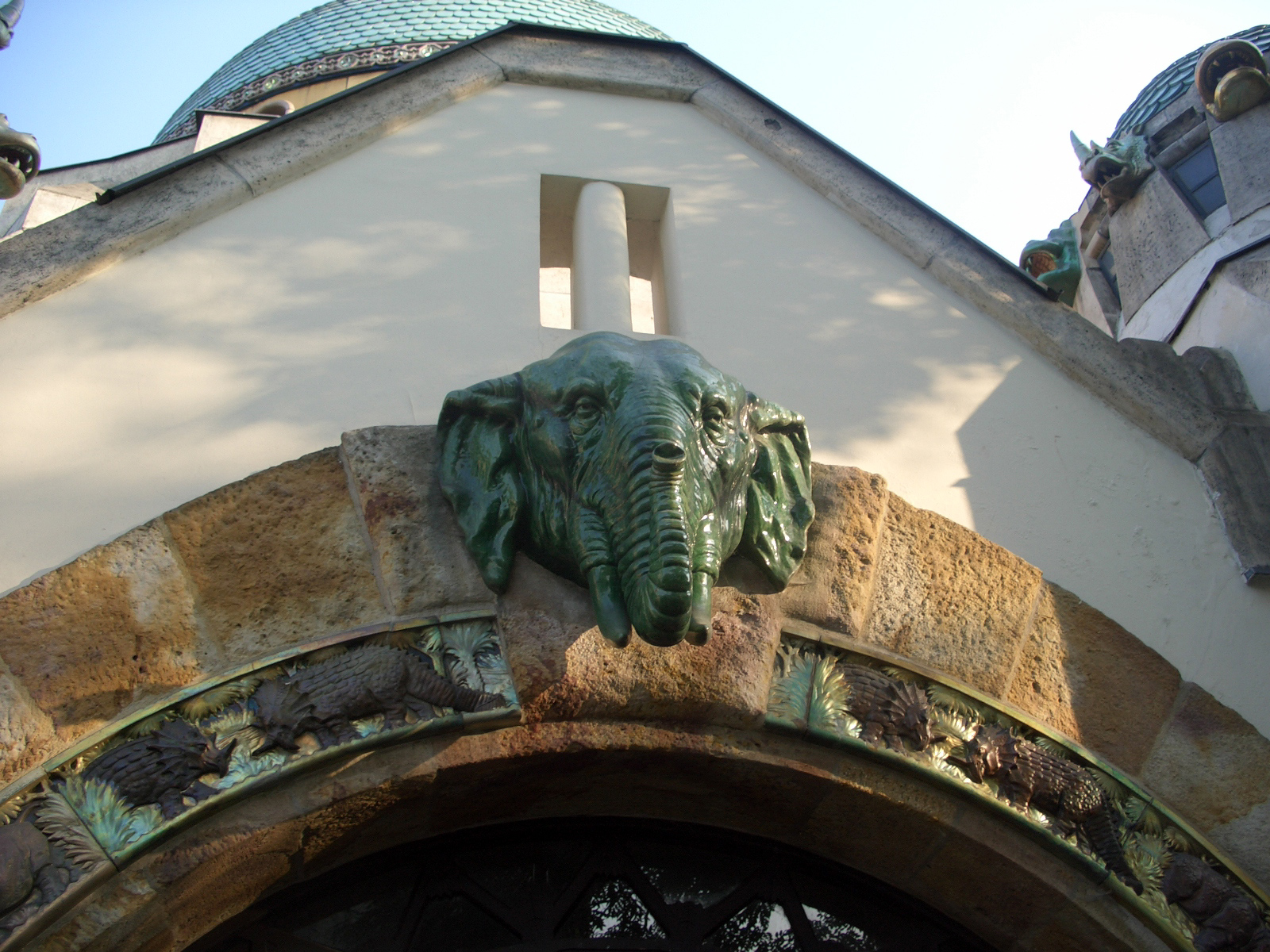
Az Elefántház bejárata

Az állatkert területén több figyelemre méltó képzőművészeti alkotás is található. Ezek egy része az épületeket díszítő elem, más részük önálló, az épületektől független alkotás. A jelentősebbeket az alábbi felsorolás tekinti át:
- a Főkapu Maugsch Gyula által készített szobordíszei (kőelefántok és elefánthajcsárok, jegesmedvék, kimérafejek, egytornyú vár, mandrillok stb.);
- az Elefántház eozinmázas szobordíszei és domborművei, amelyek a pécsi Zsolnay Porcelánmanufaktúra Zrt.ben készültek;
- faragott, figurális gerendavégek több állatházon (Elefántház, Madárház, Szarvasház stb.);
- díszes vasalatok, kilincsek (csaknem valamennyi műemlék állatházon);
- Róth Miksa mozaikjai a Főkapun és az Akváriumban;
- Horváth Mária üvegfestő ólomüveg ablakai a Madárház toronycsarnokában;
- Cro-magnoni ember bronzszobra (Tóth István alkotása);
- Székely Kata kisplasztikái (orrszarvú, gyűrűsfarkú maki, oroszlánfókák, jegesmedve, hóbagoly, tapír);
- ivókutak a kert több pontján (Stössel Nánda, illetve Háber Szilvia alkotásai);
- kovácsoltvas pányvakampó (1912-ben minden állatház előtt volt, a fuvaros lovak kikötésére szolgált – mára egyetlen darab maradt meg a Fácános előtt);
- kovácsoltvas szemétkosarak faragott tölgyfa lábazaton (az 1912-es tervek után újragyártott darabok).

## Élő gyűjtemény

### Zoológiai gyűjtemény
Az állatkert 730 állatfaj körülbelül 6700 egyedét mutatja be, amely összesítés a tenyészetekkel nyilvántartott ízeltlábú gyűjteményt a fajok számában jelölve tartalmazza. Széles áttekintést nyújt a Föld élővilágának sokféleségéből, benne öt kontinens állatvilágának képviselői megtalálhatók. A sok egyed miatt a gyűjtemény nemzetközi összehasonlításban is számottevő, a látogató az állatkertekben legnépszerűbb emlősök és madarak mellett hüllőket, kétéltűeket, különféle halakat és gazdag gerinctelen gyűjteményt láthat.
A következő emlőscsoportok láthatók a kertben:
- erszényesek (például hangyászsün, csupaszorrú vombat, egyszínű kuszkusz, ecsetfarkú patkánykenguru, nyugati szürke óriáskenguru)
- vendégízületesek (kétujjú lajhár, sörényes és dolmányos hangyász)
- rovarevők (például keleti sün)
- denevérek (például Lyle-repülőkutya, Seba rövidfarkú denevér)
- főemlősök (például fekete-fehér vari, gyűrűsfarkú maki, törpe selyemmajom, vöröskezű tamarin, ugrótamarin, arany oroszlánmajmocska, keleti éjimajom, közönséges mókusmajom, csuklyás cerkóf, aranyhasú mangábé, jávai langur, orangután, gorilla)
- ragadozók (például jegesmedve, ormányos medve, vörös macskamedve, rozsomák, óriásvidra, ázsiai vadkutya, pusztai macska, oroszlán, szibériai tigris, perzsa leopárd)
- úszólábúak (borjúfóka, kaliforniai oroszlánfóka)
- ormányosok (ázsiai elefánt)
- páratlanujjú patások (például Grant-zebra, szélesszájú orrszarvú, síkföldi tapír)
- párosujjú patások (például nílusi víziló, mhorr gazella, síksági nyala, vörös bivaly, arany takin, déli törpeszarvas, kétpúpú teve, északi (Rotschild) zsiráf)
- rágcsálók (például gundi, csupasz turkáló, tarajos sül, vízidisznó, nagy mara)

A madarak közül jelentős a papagájok gyűjteménye (olyan különlegességekkel, mint a jácintkék ara, a vörösfülű ara, vagy a kea), de figyelmet érdemelnek a rendszeresen szaporodó rózsás flamingók, a sisakos kazuárok és az emuk, a pápaszemes pingvinek, a Nagy-tó pelikán kolóniája, valamint a Pálmaház és a Madárház belső terében látható trópusi madárfajok.
A hüllő gyűjteményből kiemelendő a hatalmas mississippi aligátor, a ritka borneói folyamiteknős, a borneói süketgyík, az Aldabrai óriásteknős tenyészcsoport, valamint a komodói varánuszok. A különálló Mérges házban a méreggel ölő állatfajok (mérgeskígyók, mérgesgyíkok, madárpókok, skorpiók) egyik legnagyobb európai kollekciója látható.
A kétéltűeket több ritkán bemutatott faj képviseli. Ilyen a karcsú sziréngőte, a krokodilgőték három faja vagy a tigrisszalamandra. A tengeri halak két helyen a Varázshegy gyomrában, illetve a Cápasuliban láthatók. A Varázshegy akváriumának lakói a tőrfarkú rákok, fejenálló medúzák, bohóc és mandarin halak, míg a Cápasuliban a nagytestű tengeri ragadozók, így 5 cápa, 2 rája, 3 murénafaj szép példányait lehet megtekinteni. Különlegesség az európában ritkán bemutatott homokszínű dajkacápa pár.
A gerinctelenek nagy része az ízeltlábúak közül kerül ki, amelyek tartásában, tenyésztésében a FÁNK Európa egyik vezető intézményének számít. Különösen az egzotikus rózsabogár fajok és botsáskák szaporításában értek el jelentős eredményeket. Érdekesség a veszpárium, azaz a darázs-bemutató, ahol a közönség az ékes ősdarázs életét, táplálkozását és különleges szaporodását figyelheti meg. A gerinctelenek közül egy szép csiga gyűjtemény is megtekinthető a Varázshegy emeletén.
A nagyvárosi közönség számára valóságos egzotikumot jelentenek a Holnemvolt Vár udvarán látható magyarországi háziállatfajták. Az 2018-ban kialakított létesítményben hucul lovat, magyar tarka szarvasmarhát, gyimesi racka juhot, mangalica sertést, valamint különféle hazai baromfifajtákat (például erdélyi kopasznyakú tyúk, magyar lúd) mutatnak be.
Az állatkertben külön vadállat mentőhely működik, ahol évente több, mint 2000 bajbajutott egyedet fogadnak és részesítenek állatorvosi ellátásban.

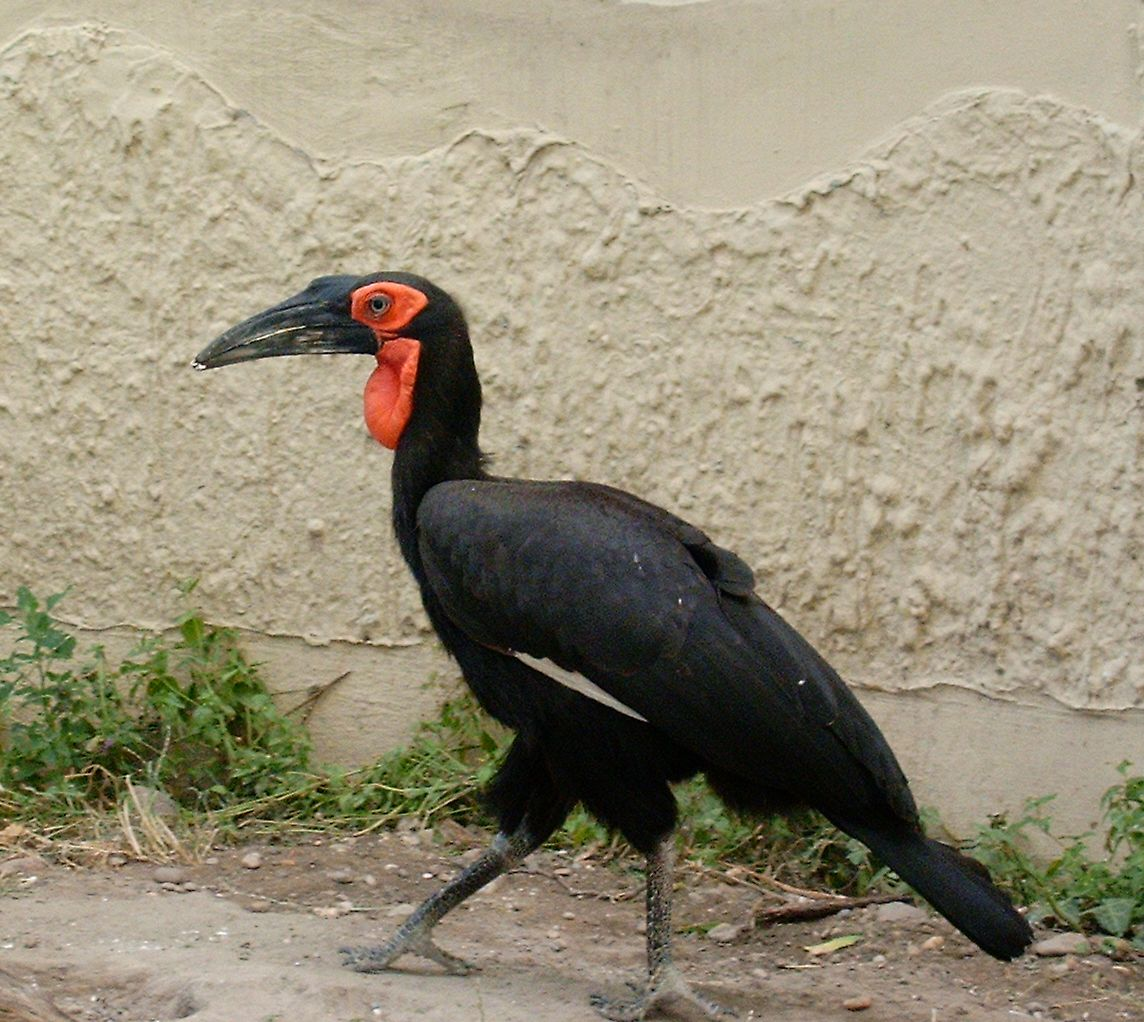
Kaffer szarvasvarjú
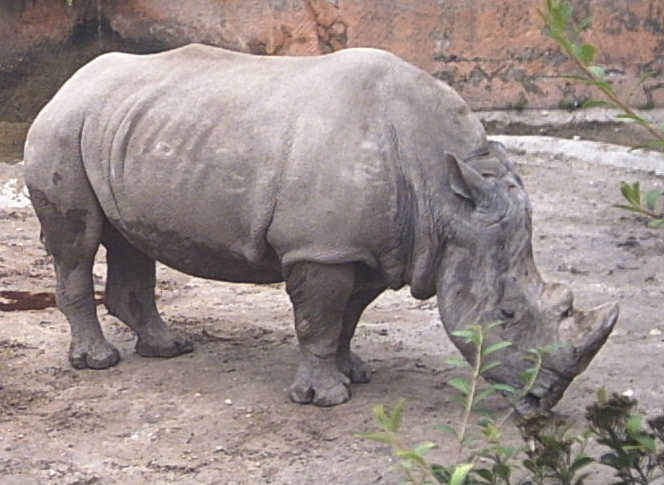
Szélesszájú orrszarvú
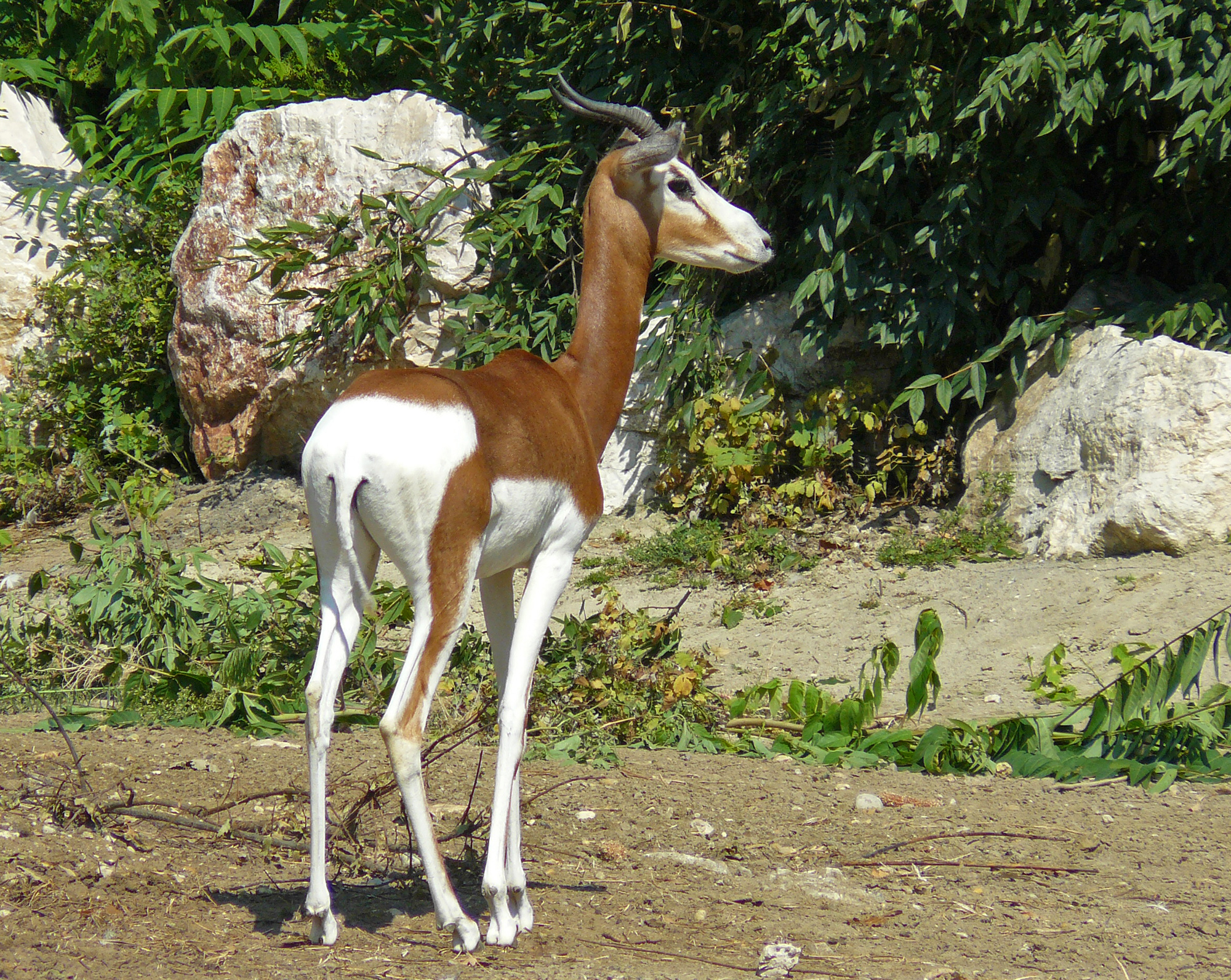
A Dámgazella egy alfaja, a Mhorr gazella
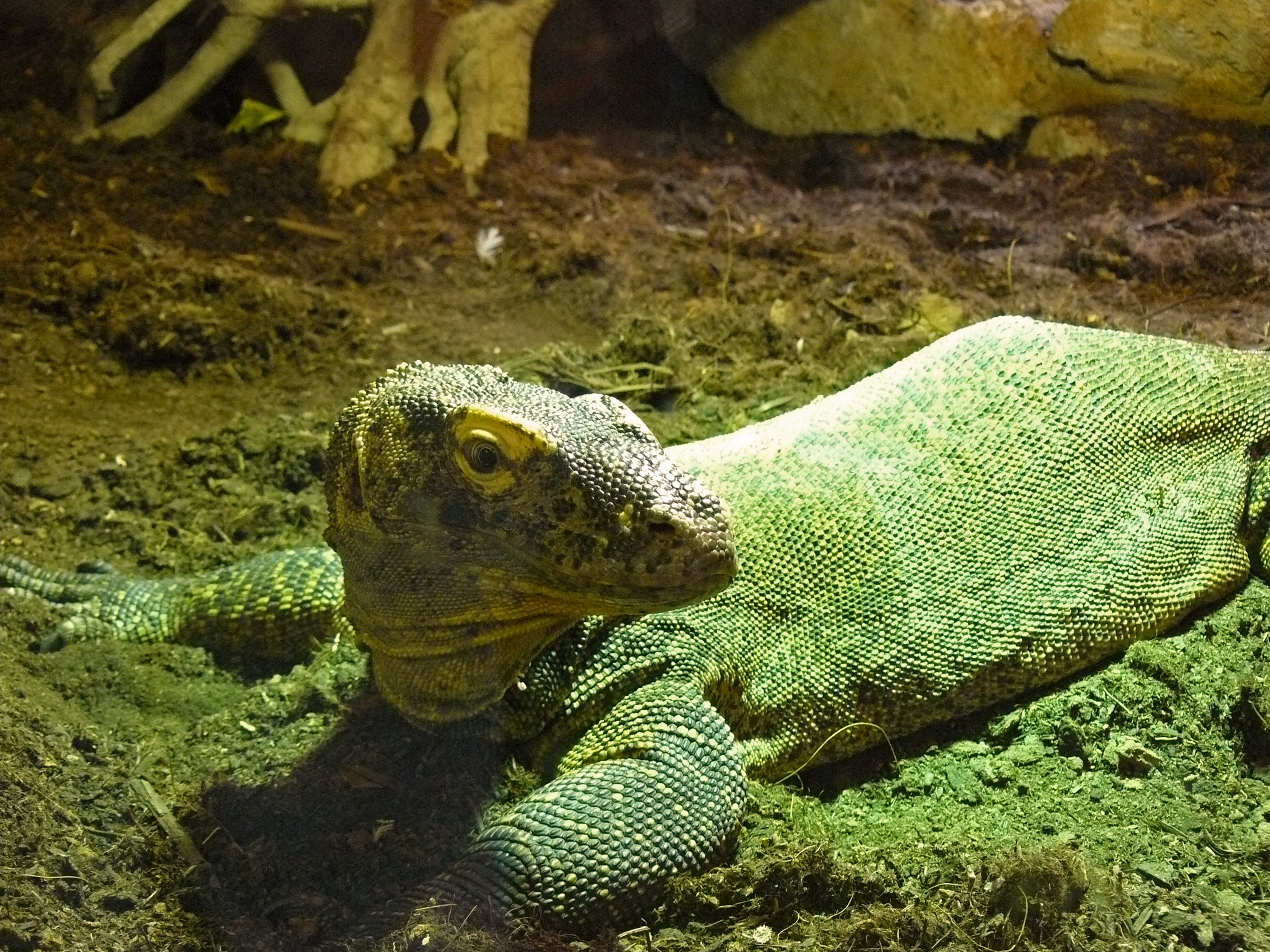
Komodói varánusz
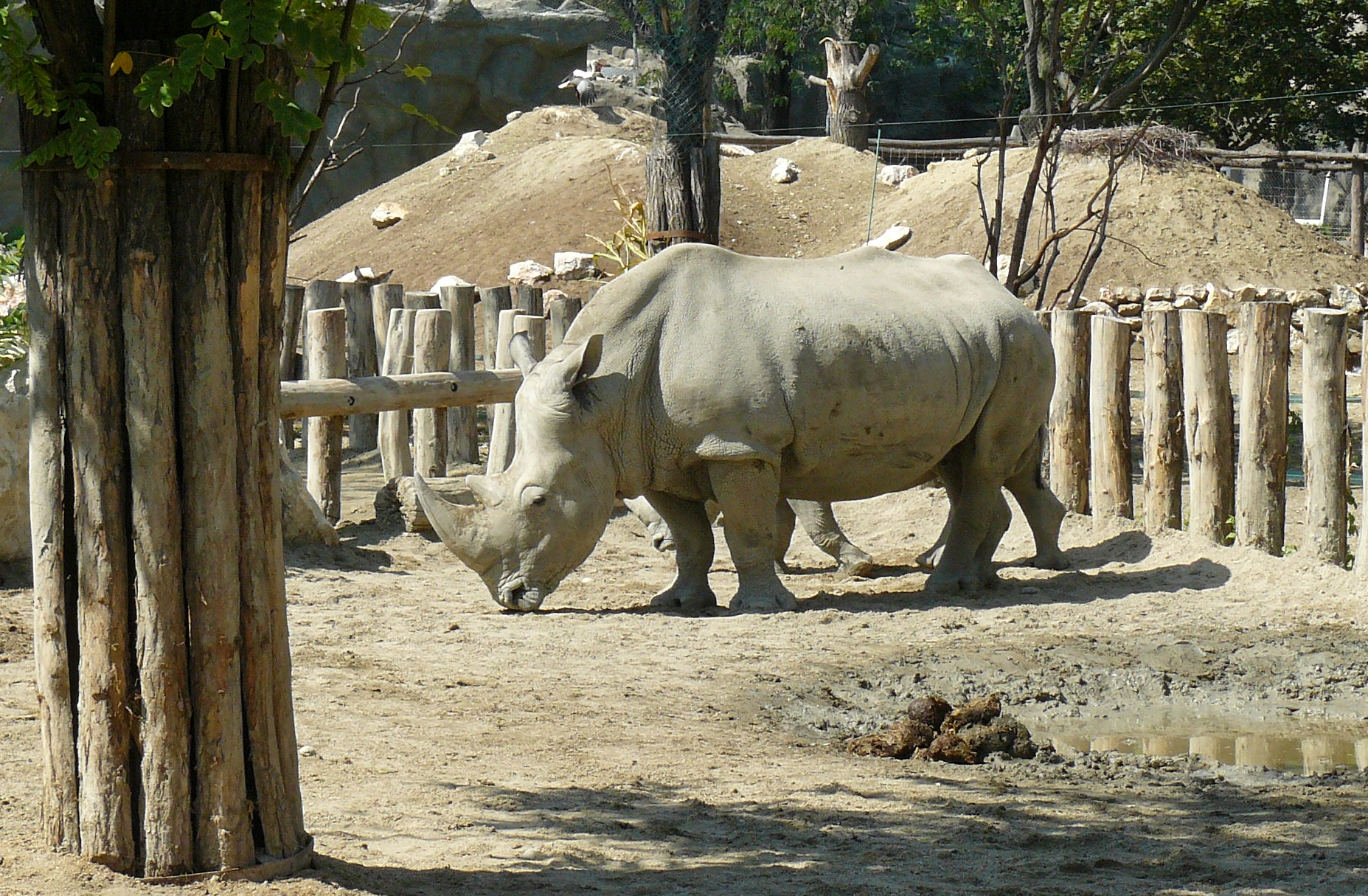
Déli szélesszájú orrszarvú
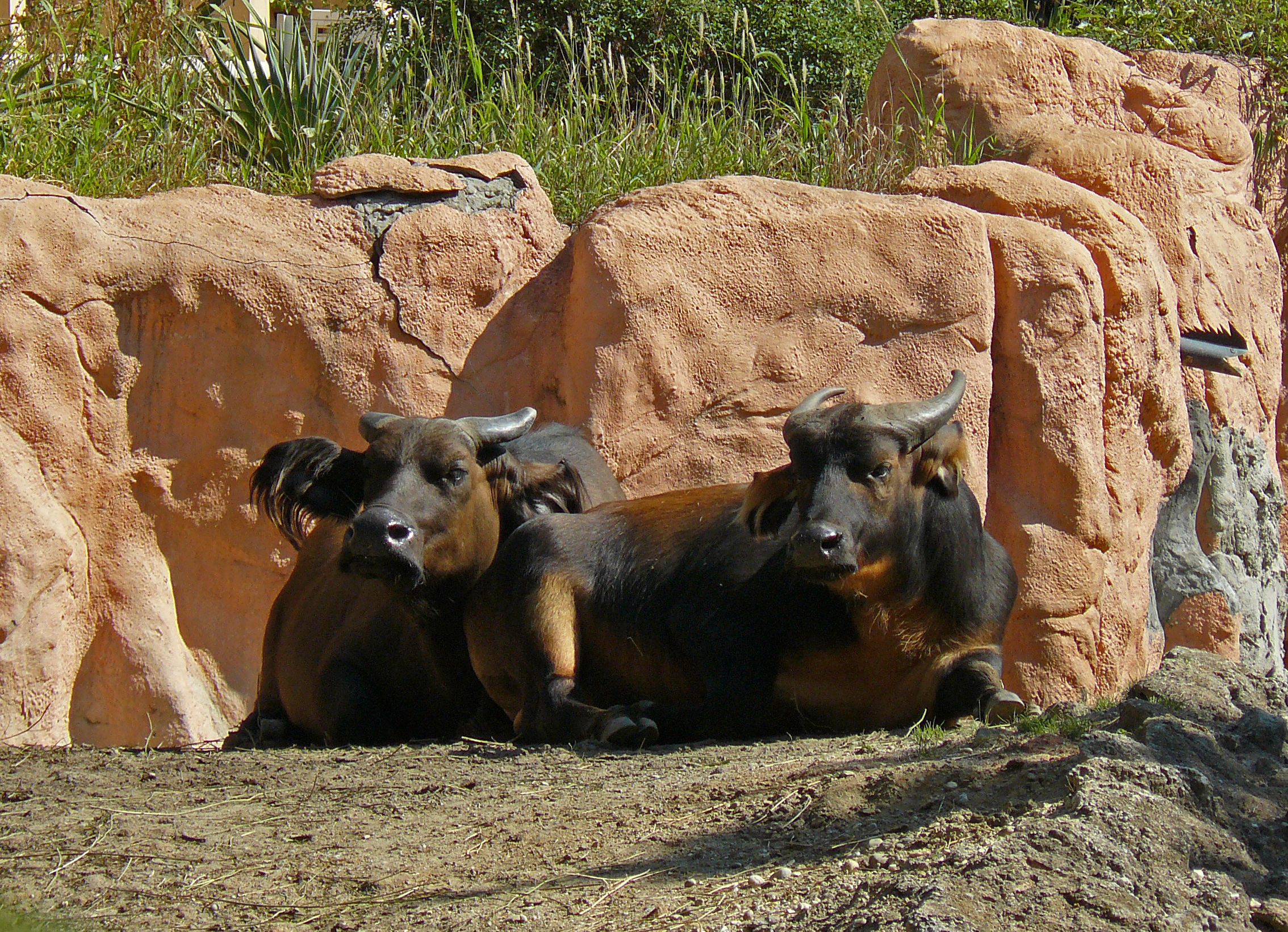
Vörös bivaly

### Állattartási körülmények

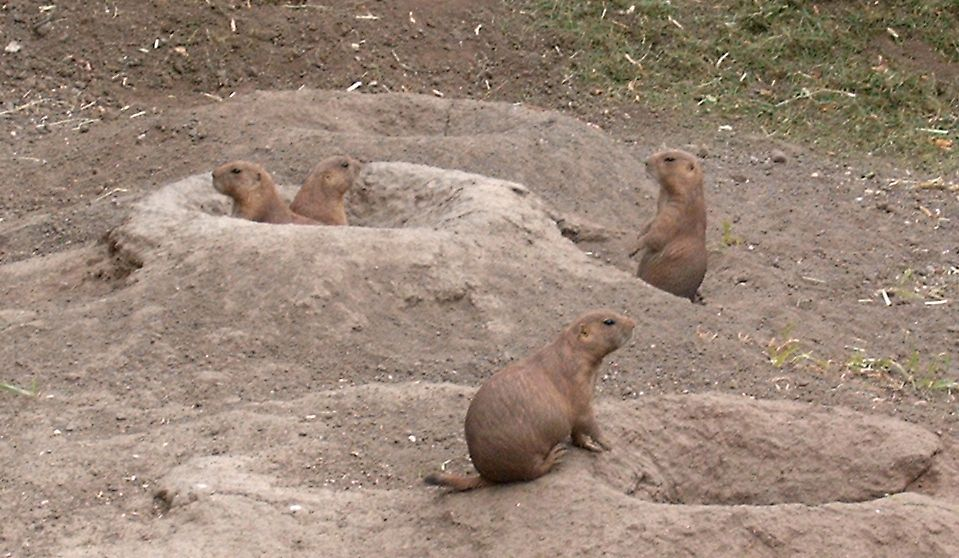
Társas prérikutya

Az 1990-es évek közepén megkezdett felújítások eredményeképpen az elmúlt években szinte minden faj korszerű, új férőhelyet kapott. Ezek nemcsak kellően tágasak, hanem a berendezésük is megfelel az állatok biológiai igényeinek. A felújítások nyomán az állattartó helyek megfelelnek mind az Európai Állatkertek és Akváriumok Szövetsége szabványainak, mind pedig a vonatkozó hazai jogszabályban szereplő követelményeknek.

### Botanikai gyűjtemény
A Fővárosi Állat- és Növénykert – amint a neve is mutatja – nemcsak állatkertként, hanem növénykertként is működik. Növénygyűjteménye mintegy 2500 különféle fajból, alfajból és változatból áll. A botanikai kollekció igen fontos része az úgynevezett dendrológiai gyűjtemény, vagyis a park fáinak sokasága. Amellett, hogy a csaknem összefüggő lombsátor hozzájárul az állatkert jellegzetes hangulatához, liget jellegéhez, számos említésre érdemes fafaj, illetve egyed található a kert területén. A legidősebb fa alighanem a Nagy-tó partján álló tekintélyes platán, amelyet valószínűleg még az intézmény alapítása előtt ültettek. A pontosan ismert korú fák közül a Dél-Amerika Kifutó szélén álló kanadai nyár a legidősebb: 1910-ben ültették. A kert faóriásai között számos további faj, így a fehér nyár, a magas kőris, a kocsányos tölgy, és a vénic-szil is megtalálható, sőt, fennmaradt egy az 1930-as években ültetett páfrányfenyőkből is.
A szabadföldi tájkertészet a kert szinte minden pontjára kiterjed. Már a tél végén, a tavasz legelső napjain kinyílnak a téltemető szirmai, és ettől kezdve egészen késő őszig mindenütt virít valamilyen érdekes növény. Említést érdemel a tigrisek kifutója mellett található amur flórakert, a jegesmedvék szomszédságában található sziklakert is. A Japánkert kialakításának munkálatai 1963-ban kezdődtek meg, így ma már terebélyes lombozatú fák teszik gazdaggá. A Japánkertben található fajok mindegyike honos Japánban, a kert kialakítása a japán kertépítészet hagyományait követi. Legszebb képét a japán díszcseresznye tavaszi virágzásakor mutatja.
Említésre méltó a kelet-ázsiai és észak-amerikai szabadföldi növénygyűjtemény a főkaputól balra és jobbra. Rendszertani gyűjteményekből a varjúhájfélék, páfrányok, pálmaliliomok, juharok, és a hazai nemesítésű rózsafajták a legjelentősebbek.
A trópusi növények gyűjtemények egy része állandó kiállítási elem, míg döntő többsége csak időszakosan látható. Az ajándékbolt mellett található kis üvegházban jelenleg vietnámi és kúszónövénybemutató van, míg a Pálmaházban megtalálhatóak az eredeti, történelmi jelentőséggel is bíró szoliter trópusiak is, mint a királynőpálma (Syagrus romanzoffiana), a hatalmas fikuszok és egy egész a tetőig érő aranysárga óriáscsésze is (Solandra maxima). Az igazán érdekes trópusi gyűjtemények pedig időszakos kiállítások során vagy Esti séták alkalmával tekinthetőek meg a háttérüvegházakban. Jelentős a caudexes pozsgás gyűjtemény, a begóniák, broméliák, kontyvirágfélék gyűjteménye, ráadásul Szakállbromélia (Tillandsia), flamingóvirág (Anthurium), tarkalevél (Caladium) és cikászok (Cycadales) körében a Fővárosi Állat- és Növénykert rendelkezik a legnagyobb hazai közgyűjteménnyel.

## Szórakozási lehetőségek
Az állatkertben számos szolgáltatás, szórakoztató program várja a látogatókat:
- „állatok akcióban” etológiai bemutató (a nyári szezonban)
- állatok látványetetése (előre meghirdetett időpontokban)
- "TapiZoo": itt a gyermekek különböző állatok koponyáját és bőrét tapogathatják meg

A sétautak és állatházak akadálymentesítettek, kerekesszékkel is megközelíthetők. A vakok, illetve gyengénlátók ismeretszerzését állat-kisplasztikák és Braille-írásos feliratok segítik.

## Díjai, elismerései
- Europa Nostra-díj (2001)
- Magyar Örökség díj (2001)
- Prima Primissima díj (2014)